# Llista de cantons de França
Aquesta és una llista dels cantons de França classificats primer per regió i després per departament:

## Alsàcia

### Baix Rin
| Districte                        | Cantó                  | Població (1999) | Extensió en km² | Comunes |
| -------------------------------- | ---------------------- | --------------- | --------------- | ------- |
| Districte de Haguenau            | Bischwiller            | 43.762          | 180,13          | 21      |
|                                  | Haguenau               | 49.593          | 275,29          | 16      |
|                                  | Niederbronn-les-Bains  | 27.089          | 210,32          | 19      |
| Districte de Molsheim            | Molsheim               | 37.503          | 203,60          | 20      |
|                                  | Rosheim                | 15,645          | 133,23          | 9       |
|                                  | Saales                 | 3.481           | 85,83           | 7       |
|                                  | Schirmeck              | 12.996          | 167,14          | 16      |
|                                  | Wasselonne             | 19.979          | 155,22          | 17      |
| Districte de Saverne             | Bouxwiller             | 18.368          | 166,63          | 19      |
|                                  | Drulingen              | 11.186          | 163,97          | 26      |
|                                  | Marmoutier             | 10.584          | 122,58          | 25      |
|                                  | La Petite-Pierre       | 9.960           | 196,20          | 20      |
|                                  | Sarre-Union            | 14.503          | 223,21          | 20      |
|                                  | Saverne                | 23.650          | 130,32          | 18      |
| Districte de Sélestat-Erstein    | Barr                   | 17.567          | 163,66          | 16      |
|                                  | Benfeld                | 17.697          | 126,21          | 13      |
|                                  | Erstein                | 22.419          | 135,27          | 14      |
|                                  | Marckolsheim           | 19.392          | 217,92          | 21      |
|                                  | Obernai                | 19.982          | 93,90           | 10      |
|                                  | Sélestat               | 28.028          | 132,59          | 9       |
|                                  | Villé                  | 9.768           | 111,02          | 18      |
| Districte de Strasbourg-Campagne | Bischheim              | 27.489          | 7,83            | 2       |
|                                  | Brumath                | 45.038          | 198,49          | 21      |
|                                  | Geispolsheim           | 30.109          | 97,38           | 10      |
|                                  | Hochfelden             | 15.223          | 133,91          | 29      |
|                                  | Illkirch-Graffenstaden | 51.436          | 35,01           | 3       |
|                                  | Mundolsheim            | 45.029          | 71,74           | 14      |
|                                  | Schiltigheim           | 30.841          | 7,63            | 1       |
|                                  | Truchtersheim          | 19.259          | 132,32          | 24      |
| Districte de Strasbourg-Ville    | Strasbourg-1           | 23.756          |                 | 1       |
|                                  | Strasbourg-2           | 21.362          |                 | 1       |
|                                  | Strasbourg-3           | 24.893          |                 | 1       |
|                                  | Strasbourg-4           | 20.756          |                 | 1       |
|                                  | Strasbourg-5           | 22.402          |                 | 1       |
|                                  | Strasbourg-6           | 42.549          |                 | 1       |
|                                  | Strasbourg-7           | 25.533          |                 | 1       |
|                                  | Strasbourg-8           | 25.518          |                 | 1       |
|                                  | Strasbourg-9           | 31.331          |                 | 1       |
|                                  | Strasbourg-10          | 26.015          |                 | 1       |
| Districte de Wissembourg         | Lauterbourg            | 4.047           | 43,34           | 5       |
|                                  | Seltz                  | 12.055          | 106,49          | 14      |
|                                  | Soultz-sous-Forêts     | 18.295          | 150,56          | 19      |
|                                  | Wissembourg            | 17.256          | 197,07          | 13      |
|                                  | Wœrth                  | 11.821          | 100,93          | 17      |

### Alt Rin
- Districte d'Altkirch (4 cantons - subprefectura: Altkirch) :
cantó d'Altkirch, cantó de Dannemarie, cantó de Ferrette, cantó de Hirsingue
- Districte de Colmar (6 cantons - prefectura: Colmar) :
cantó d'Andolsheim, cantó de Colmar-Nord, cantó de Colmar-Sud, cantó de Munster, cantó de Neuf-Brisach, cantó de Wintzenheim
- Districte de Guebwiller (4 cantons - subprefectura: Guebwiller) :
cantó d'Ensisheim, cantó de Guebwiller, cantó de Rouffach, cantó de Soultz-Haut-Rhin
- Districte de Mulhouse (9 cantons - subprefectura: Mülhausen) :
cantó de Habsheim, cantó de Huningue, cantó d'Illzach, cantó de Mulhouse-Est, cantó de Mulhouse-Nord, cantó de Mulhouse-Ouest, cantó de Mulhouse-Sud, cantó de Sierentz, cantó de Wittenheim
- Districte de Ribeauvillé (4 cantons - subprefectura: Ribeauvillé) :
cantó de Kaysersberg, cantó de Lapoutroie, cantó de Ribeauvillé, cantó de Sainte-Marie-aux-Mines
- Districte de Thann (4 cantons - subprefectura: Thann) :
cantó de Cernay, cantó de Masevaux, cantó de Saint-Amarin, cantó de Thann

## Aquitània

### Dordonya
- Districte de Brageirac (14 cantons - subprefectura: Brageirac) :
cantó de Bèlmont de Perigòrd, cantó de Brageirac-1, cantó de Brageirac-2, cantó de Lo Boisson de Cadonh, cantó d'Aimet, cantó de La Fòrça, cantó de Sijac, cantó de La Linda, cantó de Mont Pasièr, cantó de Senta Alvèra, cantó de Lo Sigolés, cantó de Vélines, cantó de Vila Amblard, cantó de Vilafrancha de Lopchac

- Districte de Nontronh (8 cantons - subprefectura: Nontron) :
cantó de Bussiera Badiu, cantó de Champanhac, cantó de Jumilhac lu Grand, cantó de La Noalha, cantó de Maruelh, cantó de Nontron, cantó de Sent Pardol la Ribiera, cantó de Tivier

- Districte de Perigús (18 cantons - prefectura: Perigús) :
cantó de Brantòsme, cantó d'Essiduelh, cantó d'Autafòrt, cantó de Mont Agrier, cantó de Mont Paun e Menestairòu, cantó de Moissídan, cantó de Nuòu Vic (Dordonya), cantó de Perigús-Centre, cantó de Perigús-Nord-Est, cantó de Perigús-Oest, cantó de Ribérac, cantó de Sench Astier, cantó de Senta Eulàlia, cantó de Sent Peir de Chinhac, cantó de Savinhac de las Gleisas, cantó de Tenon, cantó de Vern, cantó de Vertelhac

- Districte de Sarlat e la Canedat (10 cantons - subprefectura: Sarlat e la Canedat) :
cantó de Belvés, cantó del Buga, cantó de Carluç, cantó de Doma, cantó de Montinhac, cantó de Sent Cíbran, cantó de Salanhac e Aivigas, cantó de Sarlat e la Canedat, cantó de Terrasson e la Vila Diu, cantó de Vilafranca de Perigòrd

### Gironda
- Districte d'Arcaishon (4 cantons - subprefectura: Arcaishon) :
cantó d'Arcaishon, cantó d'Audenja, cantó de Belin e Beliet, cantó de La Tèsta de Buc

- Districte de Blaia (5 cantons - subprefectura: Blaye) :
cantó de Blaia, cantó de Borg, cantó de Sent Andriu de Cubzac, cantó de Saint-Ciers-sur-Gironde, cantó de Saint-Savin (Gironda)

- Districte de Bordeus (25 cantons -prefectura: Bordeus) :
 cantó de Begla, cantó de Blancahòrt, cantó de Bordeus-1, cantó de Bordeus-2, cantó de Bordeus-3, cantó de Bordeus-4, cantó de Bordeus-5, cantó de Bordeus-6, cantó de Bordeus-7, cantó de Bordeus-8, cantó de Lo Boscat, cantó de La Breda, cantó de Carbon Blanc, cantó de Senon, cantó de Creon, cantó de Hloirac, cantó de Gradinhan, cantó de Larmont, cantó de Merinhac-1, cantó de Merinhac-2, cantó de Peçac-1, cantó de Peçac-2, cantó de Sent Medard de Jalas, cantó de Talença, cantó de Vilanava d'Ornon

- Districte de Lengon (15 cantons - subprefectura: Lengon) :
cantó d'Auròs, cantó de Vasats, cantó de Cadilhac, cantó de Capsiuts, cantó de Granhòs, cantó de Lengon, cantó de Monségur, cantó de Pelagrua, cantó de Podençac, cantó de La Rèula, cantó de Sent Macari, cantó de Sent Sefrian, cantó de Sauvatèrra de Guiana, cantó de Targon, cantó de Vilandraut

- Districte de L'Esparra (5 cantons - subprefectura: L'Esparra de Medoc) :
cantó de Castèthnau dau Medòc, cantó de L'Esparra, cantó de Paulhac, cantó de Sent Laurenç dau Medòc, cantó de Sent Vivian dau Medòc

- Districte de Liborna (9 cantons - subprefectura: Liborna) :
cantó de Brana, cantó de Castilhon de Dordonha, cantó de Coutras, cantó de Fronçac, cantó de Guîtres, cantó de Liborna, cantó de Lussac, cantó de Pujòus, cantó de Senta Fe la Granda

### Landes
Districte de Dacs
(13 cantons - subprefectura: Dax) :

- cantó d'Amor
- cantó de Casteths
- cantó de Dacs-Nord
- cantó de Dacs-Sud
- cantó de Monthòrt
- cantó de Mugron
- cantó de Pèira Horada
- cantó de Polhon
- cantó de Saint-Martin-de-Seignanx
- cantó de Saint-Vincent-de-Tyrosse
- cantó de Soustons
- cantó de Tartas-Est
- cantó de Tartas-Oest

Districte de Mont de Marsan
(17 cantons - prefectura: Mont-de-Marsan) :

- cantó d'Aira
- cantó de Gavarret
- cantó de Gèuna
- cantó de Granada d'Ador
- cantó de Hagetmau
- cantó de Labrit
- cantó de Mamisan
- cantó de Lo Mont-Nord
- cantó de Lo Mont-Sud
- cantó de Morcens
- cantó de Parentís
- cantó de Pissòs
- cantó de Ròcahòrt
- cantó de Sabres
- cantó de Sent Sever
- cantó de Sòra
- cantó de Vilanava de Marsan

### Òlt i Garona
- Districte d'Agen (12 cantons) amb cap a la prefectura d'Agen: cantó d'Agen Centre, cantó d'Agen Nord, cantó d'Agen Nord-Est, cantó d'Agen Oest, cantó d'Agen Sud-Est, cantó d'Astafòrt, cantó de Bòuvila, cantó de La Pluma, cantó de La Ròca Timbaut, cantó de Lo Pòrt, cantó de Praissàs, cantó de Puègmiròl

- Districte de Marmanda (10 cantons) amb cap a la subprefectura de Marmanda: cantó de Boglon, cantó de Castèl Moron, cantó de Duràs, cantó de Lausun, cantó de Marmanda Est, cantó de Marmanda Oest, cantó de Lo Mas d'Agenés, cantó de Melhan, cantó de Sèishas, cantó de Tonens

- Districte de Nerac (7 cantons) amb cap a la subprefectura de Nerac: cantó de Castèlgelós, cantó de Damasan, cantó de Francescàs, cantó de Hoalhés, cantó de Lavardac, cantó de Mesin, cantó de Nerac

- Districte de Vilanuèva d'Òlt (11 cantons) amb cap a la subprefectura de Vilanuèva d'Òlt: cantó de Cancon, cantó de Castilhonés, cantó de Fumèl, cantó de Montclar, cantó de Montflanquin, cantó de Pena d'Agenés, cantó de Santa Liurada, cantó de Tornon d'Agenés, cantó de Vilanuèva d'Òlt Nord, cantó de Vilanuèva d'Òlt Sud, cantó de Vilareal

### Pirineus Atlàntics
Districte de Baiona (19 cantons - subprefectura: Baiona)
| - cantó d'Anglet-Nord - cantó d'Anglet-Sud - cantó de Bastida - cantó de Baiona-Est - cantó de Baiona-Nord - cantó de Baiona-Oest - cantó de Biàrritz-Est | - cantó de Biàrritz-Oest - cantó de Bidaxune - cantó d'Ezpeleta - cantó d'Hazparne - cantó d'Hendaia - cantó d'Iholdi - cantó de Baigorri | - cantó de Donibane Lohizune - cantó de Donibane Garazi - cantó de Donapaleu - cantó d'Hiriburu - cantó d'Uztaritze |

Districte d'Auloron (12 cantons - subprefectura: Auloron Santa Maria)
| - cantó d'Acós - cantó d'Aràmits - cantó d'Arudi - cantó de Laruntz | - cantó de La Seuva - cantó de Maule-Lextarre - cantó de Monenh - cantó de Navarrencs | - cantó d'Auloron Santa Maria-Est - cantó d'Auloron Santa Maria-Oest - cantó de Sauvatèrra de Biarn - cantó d'Atharratze-Sorholuze |

Districte de Pau (21 cantons - prefectura: Pau)
| - cantó d'Artés de Biarn - cantó d'Arsac e Arrasiguet - cantó de Vilhèra - cantó de Garlin - cantó de Juranson - cantó de Lagor - cantó de Lenveja | - cantó de Lescar - cantó de Montaner - cantó de Morlans - cantó de Nai-Est - cantó de Nai-Oest - cantó d'Ortès - cantó de Pau-Centre | - cantó de Pau-Est - cantó de Pau-Nord - cantó de Pau-Oest - cantó de Pau-Sud - cantó de Pontac - cantó de Salias - cantó de Tèsa |

## Alta Normandia

### Eure
- Districte de Les Andelys (12 cantons - subprefectura: Les Andelys) :
 Cantó de Les Andelys, cantó d'Écos, cantó d'Étrépagny, cantó de Fleury-sur-Andelle, cantó de Gaillon, cantó de Gaillon-Campagne, cantó de Gisors, cantó de Louviers-Nord, cantó de Louviers-Sud, cantó de Lyons-la-Forêt, cantó de Pont-de-l'Arche, cantó de Val-de-Reuil

- Districte de Bernay (16 cantons - subprefectura: Bernay) :
cantó d'Amfreville-la-Campagne, cantó de Beaumesnil, cantó de Beaumont-le-Roger, cantó de Bernay-Est, cantó de Bernay-Ouest, cantó de Beuzeville, cantó de Bourgtheroulde-Infreville, cantó de Brionne, cantó de Broglie, cantó de Cormeilles, cantó de Montfort-sur-Risle, cantó de Pont-Audemer, cantó de Quillebeuf-sur-Seine, cantó de Routot, cantó de Saint-Georges-du-Vièvre, cantó de Thiberville

- Districte d'Évreux (15 cantons - prefectura: Évreux) :
 canton de Breteuil, cantó de Conches-en-Ouche, cantó de Damville, cantó d'Évreux-Est, cantó d'Évreux-Nord, cantó d'Évreux-Ouest, cantó d'Évreux-Sud, cantó de Le Neubourg, cantó de Nonancourt, cantó de Pacy-sur-Eure, cantó de Rugles, cantó de Saint-André-de-l'Eure, cantó de Verneuil-sur-Avre, cantó de Vernon-Nord, cantó de Vernon-Sud

### Sena Marítim
- Districte de Dieppe (20 cantons - subprefectura: Dieppe) :
cantó d'Argueil, cantó d'Aumale, cantó de Bacqueville-en-Caux, cantó de Bellencombre, cantó de Blangy-sur-Bresle, cantó de Cany-Barville, cantó de Dieppe-Est, cantó de Dieppe-Oest, cantó d'Envermeu, cantó d'Eu, cantó de Fontaine-le-Dun, cantó de Forges-les-Eaux, cantó de Gournay-en-Bray, cantó de Londinières, cantó de Longueville-sur-Scie, cantó de Neufchâtel-en-Bray, cantó d'Offranville, cantó de Saint-Saëns, cantó de Saint-Valery-en-Caux, cantó de Tôtes

- Districte de Le Havre (20 cantons - subprefectura: Le Havre) :
cantó de Bolbec, cantó de Criquetot-l'Esneval, cantó de Fauville-en-Caux, cantó de Fécamp, cantó de Goderville, cantó de Gonfreville-l'Orcher, cantó de Le Havre-1, cantó de Le Havre-2, cantó de Le Havre-3, cantó de Le Havre-4, cantó de Le Havre-5, cantó de Le Havre-6, cantó de Le Havre-7, cantó de Le Havre-8, cantó de Le Havre-9, cantó de Lillebonne, cantó de Montivilliers, cantó d'Ourville-en-Caux, cantó de Saint-Romain-de-Colbosc, cantó de Valmont

- Districte de Rouen (29 cantons - prefectura: Rouen) :
cantó de Bois-Guillaume-Bihorel, cantó de Boos, cantó de Buchy, cantó de Caudebec-en-Caux, cantó de Caudebec-lès-Elbeuf, cantó de Clères, cantó de Darnétal, cantó de Doudeville, cantó de Duclair, cantó d'Elbeuf, cantó de Grand-Couronne, cantó de Le Grand-Quevilly, cantó de Maromme, cantó de Mont-Saint-Aignan, cantó de Notre-Dame-de-Bondeville, cantó de Pavilly, cantó de Le Petit-Quevilly, cantó de Rouen-1, cantó de Rouen-2, cantó de Rouen-3, cantó de Rouen-4, cantó de Rouen-5, cantó de Rouen-6, cantó de Rouen-7, cantó de Saint-Étienne-du-Rouvray, cantó de Sotteville-lès-Rouen-Est, cantó de Sotteville-lès-Rouen-Ouest, cantó de Yerville, cantó d'Yvetot

## Alvèrnia

### Alier
- Districte de Montluçon (12 cantons - subprefectura: Montluçon) :
cantó de Cérilly, cantó de Comentriac, cantó de Domairat-Montluçon Nord-Oest, cantó d'Ebruelh, cantó d'Eiriçon, cantó d'Uriat, cantó de Marsilhac, cantó de Montluçon Est, cantó de Montluçon Nord-Est, cantó de Montluçon Oest, cantó de Montluçon Sud, cantó de Montmaraud

- Districte de Molins (12 cantons - prefectura: Molins) :
cantó de Bourbon-l'Archambault, cantó de Chantela, cantó de Chevagnes, cantó de Dompierre-sur-Besbre, cantó de Lurcy-Lévis, cantó de Lo Montet, cantó de Molins Oest, cantó de Molins Sud, cantó de Neuilly-le-Réal, cantó de Sant Porçanh de Siula, cantó de Souvigny, cantó d'Yzeure

- Districte de Vichèi (11 cantons - subprefectura: Vichèi) :
cantó de Cucet Nord, cantó de Cucet Sud, cantó de Le Donjon, cantó d'Escuròlas, cantó de Gatnat, cantó de Jaligny-sur-Besbre, cantó de La Paliça, cantó de Lo Maiet de Montanha, cantó de Varenas, cantó de Vichèi Nord, cantó de Vichèi Sud

### Cantal
- Districte d'Orlhac (12 cantons), cap a la prefectura d'Orlhac:

cantó d'Arpajon de Cera, cantó d'Orlhac-1, cantó d'Orlhac-2, cantó d'Orlhac-3, cantó d'Orlhac-4, cantó de Jussac, cantó de Laròcabrau, cantó de Maurç, cantó de Montsauvi, cantó de Sant Sarnin, cantó de Sant Mamet-la Salvetat, cantó de Vic de Cera.
- Districte de Mauriac (6 cantons), cap a la subprefectura de Mauriac:

cantó de Camps de Tarentaine-Marchal, cantó de Mauriac, cantó de Plèus, cantó de Riòm de las Montanhas, cantó de Sanhas, cantó de Salèrn.
- Districte de Sant Flor (9 cantons), amb cap a la subprefectura de Sant Flor:

cantó d'Alancha, cantó de Chaldasaigas, cantó de Condat, cantó de Massiac, cantó de Murat (Cantal), cantó de Pèirafòrt, cantó de Ruenas de Marjarida, cantó de Sant Flor Nord, cantó de Sant Flor Sud.

### Alt Loira
- Districte de Briude (10 cantons - subprefectura: Briude) :
cantó d'Auson, cantó de Blela, cantó de Briude Nord, cantó de Briude Sud, cantó de La Chasa Dieu, cantó de Lanjac, cantó de La Vòuta, cantó de Paulhaguet, cantó de Pinòus, cantó de Saug

- Districte de Lo Puèi de Velai (16 cantons - prefectura: Lo Puèi de Velai) :
cantó d'Allègre, cantó de Caires, cantó de Crapona, cantó de Fai de Linhon, cantó de Lodes, cantó de Lo Monestier de Gaselha, cantó de Pradèlas, cantó de Lo Puèi de Velai Est, cantó de Lo Puèi de Velai Nord, cantó de Lo Puèi de Velai Oest, cantó de Lo Puèi de Velai Sud-Est, cantó de Lo Puèi de Velai Oest, cantó de Sant Julian-Chaptuèlh, cantó de Sant Paulian, cantó de Solanhac, cantó de Vorèi

- Districte de Sinjau (9 cantons - subprefectura: Sinjau) :
cantó d'Aurec de Lèir, cantó de Bas de Bassès, cantó de Monistròu de Lèir, cantó de Montfaucon de Velai, cantó de Retornac, cantó de Sant Didèir de Velai, cantó de Santa Sigolena, cantó de Tença, cantó de Sinjau

### Puèi Domat
- Districte d'Embèrt - 8 cantons, subprefectura: Embèrt :
cantó d'Embèrt, cantó d'Arlanc, cantó de Cunlhat, cantó d'Olhèrgas, cantó de Sant Amanç-Ròcha Savina, cantó de Sant Antelmes, cantó de Sant German de l'Erm, cantó de Vivairòls

- Districte de Clarmont d'Alvèrnia - 25 cantons, prefectura: Clarmont d'Alvèrnia :
cantó d'Aubièra, cantó de Belmont, cantó de Bilhom, cantó de Borg Lastic, cantó de Chamalèira, cantó de Clarmont d'Alvèrnia Centre, cantó de Clarmont d'Alvèrnia Est, cantó de Clarmont d'Alvèrnia Nord, cantó de Clarmont d'Alvèrnia Nord-Oest, cantó de Clarmont d'Alvèrnia Oest, cantó de Clarmont d'Alvèrnia Sud, cantó de Clarmont d'Alvèrnia Sud-Est, cantó de Clarmont d'Alvèrnia Sud-Oest, cantó de Cornon d'Auvernha, cantó de Gersat, cantó d'Erment, cantó de Montferrand, cantó de Pont del Chastèl, cantó de Ròchafòrt, cantó de Roiat, cantó de Sant Amanç-Talenda, cantó de Sant Dier d'Auvèrnha, cantó de Verteson, cantó de Veira-Monton, cantó de Vic del Comte

- Districte de Suire - 9 cantons, subprefectura: Suire :
cantó d'Ardes, cantó de Bessa e Sant Anastasía, cantó de Campels, cantó de Suire, cantó de los Gemèis, cantó de Sant German de Lembron, cantó de Sauxillanges, cantó de Tauvas, cantó de La Tor d'Auvernha

- Districte de Riam - 13 cantons, subprefectura: Riam :
cantó d'Aigapersa, cantó de Combaronda, cantó d'Enesat, cantó de Manzac, cantó de Menat, cantó de Montagut, cantó de Pionçat, cantó de Pontaumur, cantó de Pontgibaud, cantó de Randans, cantó de Riam Est, cantó de Riam Oest, cantó de Sant Gervais d'Auvernha

- Districte de Tièrn - 6 cantons, subprefectura: Tièrn :
cantó de Casteldon, cantó de Corpièra, cantó de Lesós, cantó de Maringas, cantó de Sant Romièg sus Duròla, cantó de Tièrn

## Baixa Normandia

### Calvados
- Districte de Bayeux (6 cantons - subprefectura : Bayeux) :
cantó de Balleroy, cantó de Bayeux, cantó de Caumont-l'Éventé, cantó d'Isigny-sur-Mer, cantó de Ryes, cantó de Trévières

- Districte de Caen (24 cantons - prefectura: Caen) :
cantó de Bourguébus, cantó de Bretteville-sur-Laize, cantó de Cabourg, cantó de Caen-1, cantó de Caen-2, cantó de Caen-3, cantó de Caen-4, cantó d'Hérouville-Saint-Clair (Caen-5), cantó de Caen-Hérouville (Caen-6), cantó de Caen-7, cantó de Caen-8, cantó de Caen-9, cantó de Caen-10, cantó de Creully, cantó de Douvres-la-Délivrande, cantó d'Évrecy, cantó de Falaise-Nord, cantó de Falaise-Sud, cantó de Morteaux-Coulibœuf, cantó d'Ouistreham, cantó de Thury-Harcourt, cantó de Tilly-sur-Seulles, cantó de Troarn, Villers-Bocage

- Districte de Lisieux (13 cantons - subprefectura : Lisieux) :
cantó de Blangy-le-Château, cantó de Cambremer, cantó de Dozulé, cantó d'Honfleur, cantó de Lisieux-1, cantó de Lisieux-2, cantó de Lisieux-3, cantó de Livarot, cantó de Mézidon-Canon, cantó d'Orbec, cantó de Pont-l'Évêque, cantó de Saint-Pierre-sur-Dives, cantó de Trouville-sur-Mer

- Districte de Vire (6 cantons - subprefectura : Vire Normandie) :
cantó d'Aunay-sur-Odon, cantó de Le Bény-Bocage, cantó de Condé-sur-Noireau, cantó de Saint-Sever-Calvados, cantó de Vassy, cantó de Vire

### Manche
- Districte d'Avranches (16 cantons - subprefectura: Avranches) :
cantó d'Avranches, cantó de Barenton, cantó de Brécey, cantó de Ducey, cantó de Granville, cantó de La Haye-Pesnel, cantó d'Isigny-le-Buat, cantó de Juvigny-le-Tertre, cantó de Mortain, cantó de Pontorson, cantó de Saint-Hilaire-du-Harcouët, cantó de Saint-James, cantó de Saint-Pois, cantó de Sartilly, cantó de Sourdeval, cantó de Le Teilleul

- Districte de Cherbourg (15 cantons - subprefectura: Cherbourg-Octeville) :
cantó de Barneville-Carteret, cantó de Beaumont-Hague, cantó de Bricquebec, cantó de Cherbourg-Octeville-Nord-Oest, cantó de Cherbourg-Octeville-Sud-Est, cantó de Cherbourg-Octeville-Sud-Oest, cantó d'Équeurdreville-Hainneville, cantó de Montebourg, cantó de Les Pieux, cantó de Quettehou, cantó de Sainte-Mère-Église, cantó de Saint-Pierre-Église, cantó de Saint-Sauveur-le-Vicomte, cantó de Tourlaville, cantó de Valognes

- Districte de Coutances (10 cantons - subprefectura: Coutances) :
cantó de Bréhal, cantó de Cerisy-la-Salle, cantó de Coutances, cantó de Gavray, cantó de La Haye-du-Puits, cantó de Lessay, cantó de Montmartin-sur-Mer, cantó de Périers, cantó de Saint-Malo-de-la-Lande, cantó de Saint-Sauveur-Lendelin

- Districte de Saint-Lô (11 cantons - prefectura: Saint-Lô) :
cantó de Canisy, cantó de Carentan, cantó de Marigny, cantó de Percy, cantó de Saint-Clair-sur-l'Elle, cantó de Saint-Jean-de-Daye, cantó de Saint-Lô-Est, cantó de Saint-Lô-Oest, cantó de Tessy-sur-Vire, cantó de Torigni-sur-Vire, cantó de Villedieu-les-Poêles

### Orne
- Districte d'Alençon (11 cantons, prefectura Alençon) : cantó d'Alençon-1, cantó d'Alençon-2, cantó d'Alençon-3, cantó de Carrouges, cantó de Courtomer, cantó de Domfront, cantó de La Ferté-Macé, cantó de Juvigny-sous-Andaine, cantó de Le Mêle-sur-Sarthe, cantó de Passais, cantó de Sées

- Districte d'Argentan (17 cantons, subprefectura Argentan) : cantó d'Argentan-Est, cantó d'Argentan-Oest, cantó d'Athis-de-l'Orne, cantó de Briouze, cantó d'Écouché, cantó d'Exmes, cantó de La Ferté-Frênel, cantó de Flers-Nord, cantó de Flers-Sud, cantó de Gacé, cantó de Le Merlerault, cantó de Messei, cantó de Mortrée, cantó de Putanges-Pont-Écrepin, cantó de Tinchebray, cantó de Trun, cantó de Vimoutiers

- Districte de Mortagne-au-Perche (12 cantons, subprefectura Mortagne-au-Perche) : cantó de L'Aigle-Est, cantó de L'Aigle-Oest, cantó de Bazoches-sur-Hoëne, cantó de Bellême, cantó de Longny-au-Perche, cantó de Mortagne-au-Perche, cantó de Moulins-la-Marche, cantó de Nocé, cantó de Pervenchères, cantó de Rémalard, cantó de Le Theil, cantó de Tourouvre

## Borgonya

### Costa-d'or
- Districte de Beaune (10 cantons - subprefectura: Beaune) :
cantó d'Arnay-le-Duc, cantó de Beaune-Nord, cantó de Beaune-Sud, cantó de Bligny-sur-Ouche, cantó de Liernais, cantó de Nolay, cantó de Nuits-Saint-Georges, cantó de Pouilly-en-Auxois, cantó de Saint-Jean-de-Losne, cantó de Seurre

- Districte de Dijon (21 cantons - prefectura: Dijon) :
cantó d'Auxonne, cantó de Chenôve, cantó de Dijon-1, cantó de Dijon-2, cantó de Dijon-3, cantó de Dijon-4, cantó de Dijon-5, cantó de Dijon-6, cantó de Dijon-7, cantó de Dijon-8, cantó de Fontaine-Française, cantó de Fontaine-lès-Dijon, cantó de Genlis, cantó de Gevrey-Chambertin, cantó de Grancey-le-Château-Neuvelle, cantó d'Is-sur-Tille, cantó de Mirebeau-sur-Bèze, cantó de Pontailler-sur-Saône, cantó de Saint-Seine-l'Abbaye, cantó de Selongey, cantó de Sombernon

- Districte de Montbard (12 cantons - subprefectura: Montbard) :
cantó d'Aignay-le-Duc, cantó de Baigneux-les-Juifs, cantó de Châtillon-sur-Seine, cantó de Laignes, cantó de Montbard, cantó de Montigny-sur-Aube, cantó de Précy-sous-Thil, cantó de Recey-sur-Ource, cantó de Saulieu, cantó de Semur-en-Auxois, cantó de Venarey-les-Laumes, cantó de Vitteaux

### Nièvre
- Districte de Château-Chinon (Ville) (6 cantons - subprefectura: Château-Chinon (Ville)) :
cantó de Château-Chinon (Ville), cantó de Châtillon-en-Bazois, cantó de Fours, cantó de Luzy, cantó de Montsauche-les-Settons, cantó de Moulins-Engilbert

- Districte de Clamecy (6 cantons - subprefectura: Clamecy) :
cantó de Brinon-sur-Beuvron, cantó de Clamecy, cantó de Corbigny, cantó de Lormes, cantó de Tannay, cantó de Varzy

- Districte de Cosne-Cours-sur-Loire (7 cantons - subprefectura: Cosne-Cours-sur-Loire) :
cantó de la Charité-sur-Loire, cantó de Cosne-Cours-sur-Loire-Nord, cantó de Cosne-Cours-sur-Loire-Sud, cantó de Donzy, cantó de Pouilly-sur-Loire, cantó de Prémery, cantó de Saint-Amand-en-Puisaye

- Districte de Nevers (13 cantons - prefectura: Nevers) :
cantó de Decize, cantó de Dornes, cantó de Guérigny, cantó d'Imphy, cantó de La Machine, cantó de Nevers-Centre, cantó de Nevers-Est, cantó de Nevers-Nord, cantó de Nevers-Sud, cantó de Pougues-les-Eaux, cantó de Saint-Benin-d'Azy, cantó de Saint-Pierre-le-Moûtier, cantó de Saint-Saulge

### Saona i Loira
- Districte d'Autun (11 cantons) amb cap a la subprefectura d'Autun:

cantó d'Autun-Nord, cantó d'Autun-Sud, cantó de Couches, cantó de Le Creusot-Est, cantó de Le Creusot-Oest, cantó d'Épinac, cantó d'Issy-l'Évêque, cantó de Lucenay-l'Évêque, cantó de Mesvres, cantó de Montcenis, cantó de Saint-Léger-sous-Beuvray
- Districte de Chalon-sur-Saône (15 cantons) amb cap a la subprefectura de Chalon-sur-Saône:

cantó de Buxy, cantó de Chagny, cantó de Chalon-sur-Saône-Centre, cantó de Chalon-sur-Saône-Nord, cantó de Chalon-sur-Saône-Oest, cantó de Chalon-sur-Saône-Sud, cantó de Givry, cantó de Mont-Saint-Vincent, cantó de Montceau-les-Mines-Nord, cantó de Montceau-les-Mines-Sud, cantó de Montchanin, cantó de Saint-Germain-du-Plain, cantó de Saint-Martin-en-Bresse, cantó de Sennecey-le-Grand, cantó de Verdun-sur-le-Doubs
- Districte de Charolles (13 cantons) amb cap a la subprefectura de Charolles:

cantó de Bourbon-Lancy, cantó de Charolles, cantó de Chauffailles, cantó de La Clayette, cantó de Digoin, cantó de Gueugnon, cantó de La Guiche, cantó de Marcigny, cantó de Palinges, cantó de Paray-le-Monial, cantó de Saint-Bonnet-de-Joux, cantó de Semur-en-Brionnais, cantó de Toulon-sur-Arroux
- Districte de Louhans (8 cantons) amb cap a la subprefectura de Louhans:

cantó de Beaurepaire-en-Bresse, cantó de Cuiseaux, cantó de Cuisery, cantó de Louhans, cantó de Montpont-en-Bresse, cantó de Montret, cantó de Pierre-de-Bresse, cantó de Saint-Germain-du-Bois
- Districte de Mâcon (10 cantons) amb cap a la prefectura de Mâcon:

cantó de La Chapelle-de-Guinchay, cantó de Cluny, cantó de Lugny, cantó de Mâcon-Centre, cantó de Mâcon-Nord, cantó de Mâcon-Sud, cantó de Matour, cantó de Saint-Gengoux-le-National, cantó de Tournus, cantó de Tramayes

### Yonne
- Districte d'Auxerre (22 cantons, amb cap a la prefectur d'Auxerre):

cantó d'Aillant-sur-Tholon, cantó d'Auxerre-Est, cantó d'Auxerre-Nord, cantó d'Auxerre-Nord-Oest, cantó d'Auxerre-Sud, cantó d'Auxerre-Sud-Oest, cantó de Bléneau, cantó de Brienon-sur-Armançon, cantó de Chablis, cantó de Charny, cantó de Coulanges-la-Vineuse, cantó de Coulanges-sur-Yonne, cantó de Courson-les-Carrières, cantó de Joigny, cantó de Ligny-le-Châtel, cantó de Migennes, cantó de Saint-Fargeau, cantó de Saint-Florentin, cantó de Saint-Sauveur-en-Puisaye, cantó de Seignelay, cantó de Toucy, cantó de Vermenton
- Districte d'Avallon (10 cantons, amb cap a la subprefectura d'Avallon):

cantó d'Ancy-le-Franc, cantó d'Avallon, cantó de Cruzy-le-Châtel, cantó de Flogny-la-Chapelle, cantó de Guillon, cantó de L'Isle-sur-Serein, cantó de Noyers, cantó de Quarré-les-Tombes, cantó de Tonnerre, cantó de Vézelay
- Districte de Sens (10 cantons, amb cap a la subprefectura de Sens):

cantó de Cerisiers, cantó de Chéroy, cantó de Pont-sur-Yonne, cantó de Saint-Julien-du-Sault, cantó de Sens-Nord-Est, cantó de Sens-Oest, cantó de Sens-Sud-Est, cantó de Sergines, cantó de Villeneuve-l'Archevêque, cantó de Villeneuve-sur-Yonne

## Bretanya

### Costes del Nord
- Districte de Dinan (12 cantons - subprefectura: Dinan) :
cantó de Broons, cantó de Caulnes, cantó de Collinée, cantó de Dinan-Est, cantó de Dinan-Ouest, cantó d'Évran, cantó de Jugon-les-Lacs, cantó de Matignon, cantó de Merdrignac, cantó de Plancoët, cantó de Plélan-le-Petit, cantó de Ploubalay

- Districte de Guingamp (12 cantons - subprefectura: Guingamp) :
cantó de Bégard, cantó de Belle-Isle-en-Terre, cantó de Bourbriac, cantó de Callac, cantó de Gouarec, cantó de Guingamp, cantó de Maël-Carhaix, cantó de Mûr-de-Bretagne, cantó de Plouagat, cantó de Pontrieux, cantó de Rostrenen, cantó de Saint-Nicolas-du-Pélem

- Districte de Lannion (7 cantons - subprefectura: Lannion) :
cantó de Lannion, cantó de Lézardrieux, cantó de Perros-Guirec, cantó de Plestin-les-Grèves, cantó de Plouaret, cantó de la Roche-Derrien, cantó de Tréguier

- Districte de Saint-Brieuc (21 cantons - prefectura: Saint-Brieuc) :
cantó de Châtelaudren, cantó de la Chèze, cantó de Corlay, cantó d'Étables-sur-Mer, cantó de Lamballe, cantó de Langueux, cantó de Lanvollon, cantó de Loudéac, cantó de Moncontour (Côtes-d'Armor), cantó de Paimpol, cantó de Pléneuf-Val-André, cantó de Plérin, cantó de Plœuc-sur-Lié, cantó de Ploufragan, cantó de Plouguenast, cantó de Plouha, cantó de Quintin, cantó de Saint-Brieuc-Nord, cantó de Saint-Brieuc-Ouest, cantó de Saint-Brieuc-Sud, cantó d'Uzel

### Finisterre
- Districte de Brest (20 cantons - subprefectura: Brest) :
cantó de Brest-Bellevue, cantó de Brest-Cavale-Blanche-Bohars-Guilers, cantó de Brest-Centre, cantó de Brest-Kerichen, cantó de Brest-L'Hermitage-Gouesnou, cantó de Brest-Lambezellec, cantó de Brest-Plouzané, cantó de Brest-Recouvrance, cantó de Brest-Saint-Marc, cantó de Brest-Saint-Pierre, cantó de Daoulas, cantó de Guipavas, cantó de Landerneau, cantó de Lannilis, cantó de Lesneven, cantó d'Ouessant, cantó de Plabennec, cantó de Ploudalmézeau, cantó de Ploudiry, cantó de Saint-Renan

- Districte de Châteaulin (7 cantons - subprefectura: Châteaulin) :
cantó de Carhaix-Plouguer, cantó de Châteaulin, cantó de Châteauneuf-du-Faou, cantó de Crozon, cantó de Le Faou, cantó d'Huelgoat, cantó de Pleyben

- Districte de Morlaix (10 cantons - subprefectura: Morlaix) :
cantó de Landivisiau, cantó de Lanmeur, cantó de Morlaix, cantó de Plouescat, cantó de Plouigneau, cantó de Plouzévédé, cantó de Saint-Pol-de-Léon, cantó de Saint-Thégonnec, cantó de Sizun, cantó de Taulé

- Districte de Quimper (17 cantons - prefectura: Quimper) :
cantó d'Arzano, cantó de Bannalec, cantó de Briec, cantó de Concarneau, cantó de Douarnenez, cantó de Fouesnant, cantó de Guilvinec, cantó de Plogastel-Saint-Germain, cantó de Pont-Aven, cantó de Pont-Croix, cantó de Pont-l'Abbé, cantó de Quimper-1, cantó de Quimper-2, cantó de Quimper-3, cantó de Quimperlé, cantó de Rosporden, cantó de Scaër

### Ille i Vilaine
- Districte de Rennes (25 cantons, prefectura Rennes):
  - Cantó de Bécherel
  - Cantó de Betton
  - Cantó de Bruz
  - Cantó de Cesson-Sévigné
  - Cantó de Châteaugiron
  - Cantó de Hédé
  - Cantó de Janzé
  - Cantó de Liffré
  - Cantó de Montauban-de-Bretagne
  - Cantó de Montfort-sur-Meu
  - Cantó de Mordelles
  - Cantó de Plélan-le-Grand
  - Cantó de Rennes-Bréquigny
  - Cantó de Rennes-Centre
  - Cantó de Rennes-Centre-Oest
  - Cantó de Rennes-Centre-Sud
  - Cantó de Rennes-Est
  - Cantó de Rennes-le-Blosne
  - Cantó de Rennes-Nord
  - Cantó de Rennes-Nord-Est
  - Cantó de Rennes-Nord-Oest
  - Cantó de Rennes-Sud-Est
  - Cantó de Rennes-Sud-Oest
  - Cantó de Saint-Aubin-d'Aubigné
  - Cantó de Saint-Méen-le-Grand

- Districte de Fougères-Vitré (12 cantons, subprefectura de Fougères):
  - Cantó d'Antrain
  - Cantó d'Argentré-du-Plessis
  - Cantó de Châteaubourg
  - Cantó de Fougères-Nord
  - Cantó de Fougères-Sud
  - Cantó de La Guerche-de-Bretagne
  - Cantó de Louvigné-du-Désert
  - Cantó de Retiers
  - Cantó de Saint-Aubin-du-Cormier
  - Cantó de Saint-Brice-en-Coglès
  - Cantó de Vitré-Est
  - Cantó de Vitré-Oest

- Districte de Redon (7 cantons, sotsprefectua de Redon):
  - Cantó de Bain-de-Bretagne
  - Cantó de Grand-Fougeray
  - Cantó de Guichen
  - Cantó de Maure-de-Bretagne
  - Cantó de Pipriac
  - Cantó de Redon
  - Cantó du Sel-de-Bretagne

- Districte de Saint-Malo (9 cantons, subprefectura Saint-Malo):
  - Cantó de Cancale
  - Cantó de Châteauneuf-d'Ille-et-Vilaine
  - Cantó de Combourg
  - Cantó de Dinard
  - Cantó de Dol-de-Bretagne
  - Cantó de Pleine-Fougères
  - Cantó de Saint-Malo-Nord
  - Cantó de Saint-Malo-Sud
  - Cantó de Tinténiac

### Ar Mor-Bihan
- Districte d'An Oriant (15 cantons - subprefectura: An Oriant) :
cantó d'Auray, cantó de Belle-Île, cantó de Belz, cantó de Groix, cantó d'Hennebont, cantó de Lanester, cantó d'An Oriant-Centre, cantó d'An Oriant-Nord, cantó d'An Oriant-Sud, cantó de Ploemeur, cantó de Plouay, cantó de Pluvigner, cantó de Pont-Scorff, cantó de Port-Louis, cantó de Quiberon

- Districte de Pontivy (10 cantons - subprefectura: Pontivy) :
cantó de Baud, cantó de Cléguérec, cantó de Le Faouët, cantó de Gourin, cantó de Guémené-sur-Scorff, cantó de Josselin, cantó de Locminé, cantó de Pontivy, cantó de Rohan, cantó de Saint-Jean-Brévelay

- Districte de Gwened (17 cantons - prefectura: Gwened) :
cantó d'Allaire, cantó d'Elven, cantó de La Gacilly, cantó de Grand-Champ, cantó de Guer, cantó de Malestroit, cantó de Mauron, cantó de Muzillac, cantó de Ploërmel, cantó de Questembert, cantó de La Roche-Bernard, cantó de Rochefort-en-Terre, cantó de Sarzeau, cantó de La Trinité-Porhoët, cantó de Gwened-Centre, cantó de Gwened-Est, cantó de Gwened-Oest

## Centre

### Cher
- Districte de Bourges (16 cantons - prefectura: Bourges) :
cantó de Les Aix-d'Angillon, cantó de Baugy, cantó de Bourges-1, cantó de Bourges-2, cantó de Bourges-3, cantó de Bourges-4, cantó de Bourges-5, cantó de Chârost, cantó d'Henrichemont, cantó de Léré, cantó de Levet, cantó de Saint-Doulchard, cantó de Saint-Martin-d'Auxigny, cantó de Sancergues, cantó de Sancerre, cantó de Vailly-sur-Sauldre

- Districte de Saint-Amand-Montrond (11 cantons - subprefectura: Saint-Amand-Montrond) :
cantó de Charenton-du-Cher, cantó de Châteaumeillant, cantó de Châteauneuf-sur-Cher, cantó de Le Châtelet, cantó de Dun-sur-Auron, cantó de La Guerche-sur-l'Aubois, cantó de Lignières, cantó de Nérondes, cantó de Saint-Amand-Montrond, cantó de Sancoins, cantó de Saulzais-le-Potier

- Districte de Vierzon (8 cantons - subprefectura: Vierzon) :
cantó d'Argent-sur-Sauldre, cantó d'Aubigny-sur-Nère, cantó de La Chapelle-d'Angillon, cantó de Graçay, cantó de Lury-sur-Arnon, cantó de Mehun-sur-Yèvre, cantó de Vierzon-1, cantó de Vierzon-2

### Eure i Loir
- Districte de Chartres (11 cantons - prefectura: Chartres) :
cantó d'Auneau, cantó de Chartres-Nord-Est, cantó de Chartres-Sud-Est, cantó de Chartres-Sud-Oest, cantó de Courville-sur-Eure, cantó d'Illiers-Combray, cantó de Janville, cantó de Lucé, cantó de Maintenon, cantó de Mainvilliers, cantó de Voves

- Districte de Châteaudun (5 cantons - subprefectura: Châteaudun) :
cantó de Bonneval, cantó de Brou, cantó de Châteaudun, cantó de Cloyes-sur-le-Loir, cantó d'Orgères-en-Beauce

- Districte de Dreux (9 cantons - sous-préfecture : Dreux) :
cantó d'Anet, cantó de Brezolles, cantó de Châteauneuf-en-Thymerais, cantó de Dreux-Est, cantó de Dreux-Oest, cantó de Dreux-Sud, cantó de La Ferté-Vidame, cantó de Nogent-le-Roi, cantó de Senonches

- Districte de Nogent-le-Rotrou (4 cantons - subprefectura: Nogent-le-Rotrou) :
cantó d'Authon-du-Perche, cantó de La Loupe, cantó de Nogent-le-Rotrou, cantó de Thiron-Gardais

### Indre
- Districte de Le Blanc (6 cantons - subprefectura: Le Blanc) :
cantó de Bélâbre, cantó de Le Blanc, cantó de Mézières-en-Brenne, cantó de Saint-Benoît-du-Sault, cantó de Saint-Gaultier, cantó de Tournon-Saint-Martin

- Districte de Châteauroux (11 cantons - prefectura: Châteauroux) :
cantó d'Ardentes, cantó d'Argenton-sur-Creuse, cantó de Buzançais, cantó de Châteauroux-Centre, cantó de Châteauroux-Est, cantó de Châteauroux-Oest, cantó de Châteauroux-Sud, cantó de Châtillon-sur-Indre, cantó d'Écueillé, cantó de Levroux, cantó de Valençay

- Districte de La Châtre (5 cantons - subprefectura: La Châtre) :
cantó d'Aigurande, cantó de La Châtre, cantó d'Éguzon-Chantôme, cantó de Neuvy-Saint-Sépulchre, cantó de Sainte-Sévère-sur-Indre

- Districte d'Issoudun (4 cantons - subprefectura: Issoudun) :
cantó d'Issoudun-Nord, cantó d'Issoudun-Sud, cantó de Saint-Christophe-en-Bazelle, cantó de Vatan

### Indre i Loira
- Districte de Chinon (7 cantons - subprefectura: Chinon) :
cantó d'Azay-le-Rideau, cantó de Bourgueil, cantó de Chinon, cantó de L'Île-Bouchard, cantó de Langeais, cantó de Richelieu, cantó de Sainte-Maure-de-Touraine

- Districte de Loches (6 cantons - subprefectura: Loches) :
cantó de Descartes, cantó de Le Grand-Pressigny, cantó de Ligueil, cantó de Loches, cantó de Montrésor, cantó de Preuilly-sur-Claise

- Districte de Tours (24 cantons - prefectura: Tours) :
cantó d'Amboise, cantó de Ballan-Miré, cantó de Bléré, cantó de Chambray-lès-Tours, cantó de Château-la-Vallière, cantó de Château-Renault, cantó de Joué-lès-Tours-Nord, cantó de Joué-lès-Tours-Sud, cantó de Luynes, cantó de Montbazon, cantó de Montlouis-sur-Loire, cantó de Neuillé-Pont-Pierre, cantó de Neuvy-le-Roi, cantó de Saint-Avertin, cantó de Saint-Cyr-sur-Loire, cantó de Saint-Pierre-des-Corps, cantó de Tours-Centre, cantó de Tours-Est, cantó de Tours-Nord-Est, cantó de Tours-Nord-Oest, cantó de Tours-Oest, cantó de Tours-Sud, cantó de Tours-Val-du-Cher, cantó de Vouvray

### Loir i Cher
- Districte de Blois (13 cantons, amb cap a la prefectura de Blois) : cantó de Blois-1, cantó de Blois-2, cantó de Blois-3, cantó de Blois-4, cantó de Blois-5, cantó de Bracieux, cantó de Contres, cantó d'Herbault, cantó de Marchenoir, cantó de Mer, cantó de Montrichard, cantó d'Ouzouer-le-Marché, cantó de Vineuil

- Districte de Romorantin-Lanthenay (8 cantons, amb cap a la subprefectura de Romorantin-Lanthenay) : cantó de Lamotte-Beuvron, cantó de Mennetou-sur-Cher, cantó de Neung-sur-Beuvron, cantó de Romorantin-Lanthenay-Nord, cantó de Romorantin-Lanthenay-Sud, cantó de Saint-Aignan[1]- cantó de Salbris, cantó de Selles-sur-Cher

- Districte de Vendôme (9 cantons, amb cap a la prefectura de Vendôme) : cantó de Droué, cantó de Mondoubleau, cantó de Montoire-sur-le-Loir, cantó de Morée, cantó de Saint-Amand-Longpré, cantó de Savigny-sur-Braye, cantó de Selommes, cantó de Vendôme-1, cantó de Vendôme-2

### Loiret
- Districte de Montargis (12 cantons, amb cap a la subprefectura de Montargis) :

cantó d'Amilly, cantó de Bellegarde, cantó de Briare, cantó de Châlette-sur-Loing, cantó de Château-Renard, cantó de Châtillon-Coligny, cantó de Châtillon-sur-Loire, cantó de Courtenay, cantó de Ferrières-en-Gâtinais, cantó de Gien, cantó de Lorris, cantó de Montargis
- Districte d'Orleans (24 cantons, amb cap a la prefectura d'Orleans) :

cantó d'Artenay, cantó de Beaugency, cantó de Châteauneuf-sur-Loire, cantó de Chécy, cantó de Cléry-Saint-André, cantó de La Ferté-Saint-Aubin, cantó de Fleury-les-Aubrais, cantó d'Ingré, cantó de Jargeau, cantó de Meung-sur-Loire, cantó de Neuville-aux-Bois, cantó d'Olivet, cantó d'Orléans-Bannier, cantó d'Orléans-Bourgogne, cantó d'Orléans-Carmes, cantó d'Orléans-La Source, cantó d'Orléans-Saint-Marc-Argonne, cantó d'Orléans-Saint-Marceau, cantó d'Ouzouer-sur-Loire, cantó de Patay, cantó de Saint-Jean-de-Braye, cantó de Saint-Jean-de-la-Ruelle, cantó de Saint-Jean-le-Blanc, cantó de Sully-sur-Loire
- Districte de Pithiviers (5 cantons, amb cap a la subprefectura de Pithiviers) :

cantó de Beaune-la-Rolande, cantó de Malesherbes, cantó d'Outarville, cantó de Pithiviers, cantó de Puiseaux

## Còrsega

### Alta Còrsega
- Districte de Bastia (16 cantons - prefectura de Bastia) : cantó d'Alto-di-Casaconi, cantó de Bastia I Centre, cantó de Bastia II Fango, cantó de Bastia III Turette, cantó de Bastia IV Cimballo, cantó de Bastia V Lupino, cantó de Bastia VI Montesoro-Furiani -cantó de Borgo, cantó de Campoloro-di-Moriani, cantó de Capobianco, cantó de Fiumalto-d'Ampugnani, cantó de la Conca-d'Oro, cantó de l'Alt Nebbio, cantó de Sagro-di-Santa-Giulia, cantó de San-Martino-di-Lota, cantó de Vescovato.

- Districte de Calvi (4 cantons - subprefectura de Calvi) : cantó de Belgodère, cantó de Calenzana, cantó de Calvi, cantó de l'Île-Rousse.

- Districte de Corte (10 cantons - subprefectura de Corte) : cantó de Bustanico, cantó de Castifao-Morosaglia, cantó de Corte, cantó de Ghisoni, cantó de Moïta-Verde, cantó de Niolu-Omessa, cantó d'Orezza-Alesani, cantó de Prunelli-di-Fiumorbo, cantó de Venaco, cantó de Vezzani.

### Còrsega del Sud
- Districte d'Ajaccio (14 cantons - prefectura d'Ajaccio) : cantó d'Ajaccio-1, cantó d'Ajaccio-2, cantó d'Ajaccio-3, cantó d'Ajaccio-4, cantó d'Ajaccio-5, cantó d'Ajaccio-6, cantó d'Ajaccio-7, cantó de Bastelica, cantó de Celavo-Mezzana, cantó de Cruzini-Cinarca, cantó de Deux-Sevi, cantó de Deux-Sorru, cantó de Santa-Maria-Siché, cantó de Zicavo.

- Districte de Sartène (8 cantons - subprefectura de Sartène) : cantó de Bonifacio, cantó de Figari, cantó de Levie, cantó d'Olmeto, cantó de Petreto-Bicchisano, cantó de Porto-Vecchio, cantó de Sartène, cantó de Tallano-Scopamène.

## Franc Comtat

### Doubs
- Districte de Besançon (17 cantons - prefectura: Besançon) :
cantó d'Amancey, cantó d'Audeux, cantó de Baume-les-Dames, cantó de Besançon-Est, cantó de Besançon-Nord-Est, cantó de Besançon-Nord-Oest, cantó de Besançon-Oest, cantó de Besançon-Planoise, cantó de Besançon-Sud, cantó de Boussières, cantó de Marchaux, cantó d'Ornans, cantó de Pierrefontaine-les-Varans, cantó de Quingey, cantó de Rougemont, cantó de Roulans, cantó de Vercel-Villedieu-le-Camp

- Districte de Montbéliard (13 cantons - subprefectura: Montbéliard) :
cantó d'Audincourt, cantó de Clerval, cantó d'Étupes, cantó d'Hérimoncourt, cantó de L'Isle-sur-le-Doubs, cantó de Maîche, cantó de Montbéliard-Est, cantó de Montbéliard-Oest, cantó de Pont-de-Roide, cantó de Le Russey, cantó de Saint-Hippolyte, cantó de Sochaux-Grand-Charmont (amb cap a: Sochaux) - cantó de Valentigney

- Districte de Pontarlier (5 cantons - subprefectura: Pontarlier) :
cantó de Levier, cantó de Montbenoît, cantó de Morteau, cantó de Mouthe, cantó de Pontarlier

### Jura
- Districte de Dole (10 cantons - subprefectura: Dole) :
cantó de Chaussin, cantó de Chemin, cantó de Dampierre, cantó de Dole-Nord-Est, cantó de Dole-Sud-Oest, cantó de Gendrey, cantó de Montbarrey, cantó de Montmirey-le-Château, cantó de Rochefort-sur-Nenon, cantó de Villers-Farlay

- Districte de Lons-le-Saunier (19 cantons - prefectura: Lons-le-Saunier) :
cantó d'Arbois, cantó d'Arinthod, cantó de Beaufort (Jura), cantó de Bletterans, cantó de Champagnole, cantó de Chaumergy, cantó de Clairvaux-les-Lacs, cantó de Conliège, cantó de Lons-le-Saunier-Nord, cantó de Lons-le-Saunier-Sud, cantó de Nozeroy, cantó d'Orgelet, cantó de Les Planches-en-Montagne, cantó de Poligny, cantó de Saint-Amour, cantó de Saint-Julien, cantó de Salins-les-Bains, cantó de Sellières, cantó de Voiteur

- Districte de Saint-Claude (5 cantons - subprefectura: Saint-Claude) :
cantó de Les Bouchoux, cantó de Moirans-en-Montagne, cantó de Morez, cantó de Saint-Claude (Jura), cantó de Saint-Laurent-en-Grandvaux

### Alt Saona
- Districte de Lure (13 cantons - subprefectura: Lure) :
cantó de Champagney, cantó de Faucogney-et-la-Mer, cantó de Héricourt-Est, cantó de Héricourt-Oest, cantó de Lure-Nord, cantó de Lure-Sud, cantó de Luxeuil-les-Bains, cantó de Mélisey, cantó de Saint-Loup-sur-Semouse, cantó de Saint-Sauveur, cantó de Saulx, cantó de Vauvillers, cantó de Villersexel

- Districte de Vesoul (19 cantons - prefectura: Vesoul) :
cantó d'Amance, cantó d'Autrey-lès-Gray, cantó de Champlitte, cantó de Combeaufontaine, cantó de Dampierre-sur-Salon, cantó de Fresne-Saint-Mamès, cantó de Gray, cantó de Gy, cantó de Jussey, cantó de Marnay, cantó de Montbozon, cantó de Noroy-le-Bourg, cantó de Pesmes, cantó de Port-sur-Saône, cantó de Rioz, cantó de Scey-sur-Saône-et-Saint-Albin, cantó de Vesoul-Est, cantó de Vesoul-Oest, cantó de Vitrey-sur-Mance

### Territori de Belfort
- Districte de Belfort (15 cantons - prefectura Belfort) : 
cantó de Beaucourt, cantó de Belfort-Centre, cantó de Belfort-Est, cantó de Belfort-Nord, cantó de Belfort-Oest, cantó de Belfort-Sud, cantó de Châtenois-les-Forges, cantó de Danjoutin, cantó de Delle, cantó de Fontaine, cantó de Giromagny, cantó de Grandvillars, cantó d'Offemont, cantó de Rougemont-le-Château, cantó de Valdoie

## Illa de França

### París
El departament no comprèn més que un sol districte no subdividit en cantons (només el municipi és dividit en 20 districtes de municipi, que no corresponen tampoc als cantons electorals, anomenats aquí «sectors»). 

### Sena i Marne
- Districte de Melun (10 cantons - prefectura: Melun): cantó de Brie-Comte-Robert, cantó de Le Châtelet-en-Brie, cantó de Combs-la-Ville, cantó de Le Mée-sur-Seine, cantó de Melun-Nord, cantó de Melun-Sud, cantó de Mormant, cantó de Perthes, cantó de Savigny-le-Temple, cantó de Tournan-en-Brie

- Districte de Torcy (10 cantons - subprefectura: Torcy): cantó de Champs-sur-Marne, cantó de Chelles, cantó de Claye-Souilly, cantó de Lagny-sur-Marne, cantó de Noisiel, cantó de Pontault-Combault, cantó de Roissy-en-Brie, cantó de Thorigny-sur-Marne, cantó de Torcy, cantó de Vaires-sur-Marne

- Districte de Meaux (8 cantons - subprefectura: Meaux): cantó de Coulommiers, cantó de Crécy-la-Chapelle, cantó de Dammartin-en-Goële, cantó de la Ferté-sous-Jouarre, cantó de Lizy-sur-Ourcq, cantó de Meaux-Nord, cantó de Meaux-Sud, cantó de Mitry-Mory

- Districte de Fontainebleau (6 cantons - subprefectura: Fontainebleau): cantó de La Chapelle-la-Reine, cantó de Château-Landon, cantó de Fontainebleau, cantó de Lorrez-le-Bocage-Préaux, cantó de Moret-sur-Loing, cantó de Nemours

- Districte de Provins (9 cantons - subprefectura: Provins): cantó de Bray-sur-Seine, cantó de Donnemarie-Dontilly, cantó de La Ferté-Gaucher, cantó de Montereau-Fault-Yonne, cantó de Nangis, cantó de Provins, cantó de Rebais, cantó de Rozay-en-Brie, cantó de Villiers-Saint-Georges

### Yvelines
- Districte de Mantes-la-Jolie (8 cantons - subprefectura: Mantes-la-Jolie).

cantó d'Aubergenville, cantó de Bonnières-sur-Seine, cantó de Guerville, cantó de Houdan, cantó de Limay, cantó de Mantes-la-Jolie, cantó de Mantes-la-Ville, cantó de Meulan
- Districte de Rambouillet (5 cantons - subprefectura: Rambouillet).

cantó de Chevreuse, cantó de Maurepas, cantó de Montfort-l'Amaury, cantó de Rambouillet, cantó de Saint-Arnoult-en-Yvelines
- Districte de Saint-Germain-en-Laye (16 cantons - subprefectura: Saint-Germain-en-Laye).

cantó d'Andrésy, cantó de La Celle-Saint-Cloud, cantó de Chatou, cantó de Conflans-Sainte-Honorine, cantó de Houilles, cantó de Maisons-Laffitte, cantó de Marly-le-Roi, cantó de Le Pecq, cantó de Poissy-Nord, cantó de Poissy-Sud, cantó de Saint-Germain-en-Laye-Nord, cantó de Saint-Germain-en-Laye-Sud, cantó de Saint-Nom-la-Bretèche, cantó de Sartrouville, cantó de Triel-sur-Seine, cantó de Le Vésinet
- Districte de Versailles (10 cantons - subprefectura: Versalles).

cantó de Le Chesnay, cantó de Montigny-le-Bretonneux, cantó de Plaisir, cantó de Saint-Cyr-l'École, cantó de Trappes, cantó de Vélizy-Villacoublay, cantó de Versalles-Nord, cantó de Versalles-Nord-Oest, cantó de Versalles-Sud, cantó de Viroflay

### Essonne
- El Districte d'Étampes té 6 cantons i la subprefectura d'Étampes com a cap:

cantó de Dourdan, cantó d'Étampes, cantó d'Étréchy, cantó de La Ferté-Alais, cantó de Méréville, cantó de Saint-Chéron
- El Districte d'Évry té 17 cantons i la prefectura d'Évry com a cap:

cantó de Brunoy, cantó de Corbeil-Essonnes-Est, cantó de Corbeil-Essonnes-Oest, cantó de Draveil, cantó d'Épinay-sous-Sénart, cantó d'Évry-Nord, cantó d'Évry-Sud, cantó de Grigny, cantó de Mennecy, cantó de Milly-la-Forêt, cantó de Montgeron, cantó de Morsang-sur-Orge, cantó de Ris-Orangis, cantó de Saint-Germain-lès-Corbeil, cantó de Vigneux-sur-Seine, cantó de Viry-Châtillon, cantó d'Yerres
- El Districte de Palaiseau té 19 cantons i la subprefectura de Palaiseau com a cap:

cantó d'Arpajon, cantó d'Athis-Mons, cantó de Bièvres, cantó de Brétigny-sur-Orge, cantó de Chilly-Mazarin, cantó de Gif-sur-Yvette, cantó de Juvisy-sur-Orge, cantó de Limours, cantó de Longjumeau, cantó de Massy-Est, cantó de Massy-Oest, cantó de Montlhéry, cantó d'Orsay, cantó de Palaiseau, cantó de Sainte-Geneviève-des-Bois, cantó de Saint-Michel-sur-Orge, cantó de Savigny-sur-Orge, cantó de Les Ulis, cantó de Villebon-sur-Yvette

### Alts del Sena
- Districte d'Antony (12 cantons - subprefectura: Antony) :
cantó d'Antony, cantó de Bagneux, cantó de Bourg-la-Reine, cantó de Châtenay-Malabry, cantó de Châtillon, cantó de Clamart, cantó de Fontenay-aux-Roses, cantó de Malakoff, cantó de Montrouge, cantó de Le Plessis-Robinson, cantó de Sceaux, cantó de Vanves

- Districte de Boulogne-Billancourt (9 cantons - subprefectura: Boulogne-Billancourt) :
cantó de Boulogne-Billancourt-Nord-Est, cantó de Boulogne-Billancourt-Nord-Oest, cantó de Boulogne-Billancourt-Sud, cantó de Chaville, cantó d'Issy-les-Moulineaux-Est, cantó d'Issy-les-Moulineaux-Oest, cantó de Meudon, cantó de Saint-Cloud, cantó de Sèvres

- Districte de Nanterre (24 cantons - prefectura: Nanterre) :
cantó d'Asnières-sur-Seine-Nord, cantó d'Asnières-sur-Seine-Sud, cantó de Bois-Colombes, cantó de Clichy, cantó de Colombes-Nord-Est, cantó de Colombes-Nord-Oest, cantó de Colombes-Sud, cantó de Courbevoie-Nord, cantó de Courbevoie-Sud, cantó de Garches, cantó de la Garenne-Colombes, cantó de Gennevilliers-Nord, cantó de Gennevilliers-Sud, cantó de Levallois-Perret-Nord, cantó de Levallois-Perret-Sud, cantó de Nanterre-Nord, cantó de Nanterre-Sud-Est, cantó de Nanterre-Sud-Oest, cantó de Neuilly-sur-Seine-Nord, cantó de Neuilly-sur-Seine-Sud, cantó de Puteaux, cantó de Rueil-Malmaison, cantó de Suresnes, cantó de Villeneuve-la-Garenne

### Sena Saint-Denis
- Districte de Bobigny (17 cantons - prefectura: Bobigny) :
cantó de Bagnolet, cantó de Bobigny, cantó de Bondy-Nord-Oest, cantó de Bondy-Sud-Est, cantó de Le Bourget, cantó de Drancy, cantó de Les Lilas, cantó de Montreuil-Est, cantó de Montreuil-Nord, cantó de Montreuil-Oest, cantó de Noisy-le-Sec, cantó de Pantin-Est, cantó de Pantin-Oest, cantó de Les Pavillons-sous-Bois, cantó de Romainville, cantó de Rosny-sous-Bois, cantó de Villemomble

- Districte de Le Raincy (13 cantons - subprefectura: Le Raincy) :
cantó d'Aulnay-sous-Bois-Nord, cantó d'Aulnay-sous-Bois-Sud, cantó de Le Blanc-Mesnil, cantó de Gagny, cantó de Livry-Gargan, cantó de Montfermeil, cantó de Neuilly-Plaisance, cantó de Neuilly-sur-Marne, cantó de Noisy-le-Grand, cantó de Le Raincy, cantó de Sevran, cantó de Tremblay-en-France, cantó de Villepinte

- Districte de Saint-Denis (10 cantons - subprefectura: Saint-Denis) :
cantó d'Aubervilliers-Est, cantó d'Aubervilliers-Oest, cantó de La Courneuve, cantó d'Épinay-sur-Seine, cantó de Pierrefitte-sur-Seine, cantó de Saint-Denis-Nord-Est, cantó de Saint-Denis-Nord-Oest, cantó de Saint-Denis-Sud, cantó de Saint-Ouen, cantó de Stains

### Val-de-Marne
- Districte de Créteil (25 cantons - prefectura: Créteil) :
cantó d'Alfortville-Nord, cantó d'Alfortville-Sud, cantó de Boissy-Saint-Léger, cantó de Bonneuil-sur-Marne, cantó de Charenton-le-Pont, cantó de Choisy-le-Roi, cantó de Créteil-Nord, cantó de Créteil-Oest, cantó de Créteil-Sud, cantó d'Ivry-sur-Seine-Est, cantó d'Ivry-sur-Seine-Oest, cantó de Maisons-Alfort-Nord, cantó de Maisons-Alfort-Sud, cantó d'Orly, cantó de Saint-Maur-des-Fossés-Centre, cantó de Saint-Maur-des-Fossés-Oest, cantó de Saint-Maur-La Varenne, cantó de Sucy-en-Brie, cantó de Valenton, cantó de Villecresnes, cantó de Villeneuve-le-Roi, cantó de Villeneuve-Saint-Georges, cantó de Vitry-sur-Seine-Est, cantó de Vitry-sur-Seine-Nord, cantó de Vitry-sur-Seine-Oest

- Districte de L'Haÿ-les-Roses (9 cantons - subprefectura: L'Haÿ-les-Roses) :
cantó d'Arcueil, cantó de Cachan, cantó de Chevilly-Larue, cantó de Fresnes, cantó de L'Haÿ-les-Roses, cantó de Le Kremlin-Bicêtre, cantó de Thiais, cantó de Villejuif-Est, cantó de Villejuif-Oest

- Districte de Nogent-sur-Marne (15 cantons - subprefectura: Nogent-sur-Marne) :
cantó de Bry-sur-Marne, cantó de Champigny-sur-Marne-Centre, cantó de Champigny-sur-Marne-Est, cantó de Champigny-sur-Marne-Oest, cantó de Chennevières-sur-Marne, cantó de Fontenay-sous-Bois-Est, cantó de Fontenay-sous-Bois-Oest, cantó de Joinville-le-Pont, cantó de Nogent-sur-Marne, cantó d'Ormesson-sur-Marne, cantó de Le Perreux-sur-Marne, cantó de Saint-Mandé, cantó de Villiers-sur-Marne, cantó de Vincennes-Est, cantó de Vincennes-Oest

### Val-d'Oise
- Districte d'Argenteuil (7 cantons - subprefectura: Argenteuil) :
cantó d'Argenteuil-Est, cantó d'Argenteuil-Nord, cantó d'Argenteuil-Oest, cantó de Bezons, cantó de Cormeilles-en-Parisis, cantó d'Herblay, cantó de Sannois

- Districte de Pontoise (17 cantons - subprefectura: Pontoise) :
cantó de Beauchamp, cantó de Beaumont-sur-Oise, cantó de Cergy-Nord, cantó de Cergy-Sud, cantó d'Eaubonne, cantó d'Ermont, cantó de Franconville, cantó de L'Hautil (amb cap a Jouy-le-Moutier) - cantó de L'Isle-Adam, cantó de Magny-en-Vexin, cantó de Marines, cantó de Pontoise, cantó de Saint-Leu-la-Forêt, cantó de Saint-Ouen-l'Aumône, cantó de Taverny, cantó de Vallée-du-Sausseron (amb cap a Auvers-sur-Oise) - cantó de Vigny

- Districte de Sarcelles (15 cantons - subprefectura: Sarcelles) :
cantó de Domont, cantó d'Écouen, cantó d'Enghien-les-Bains, cantó de Garges-lès-Gonesse-Est, cantó de Garges-lès-Gonesse-Oest, cantó de Gonesse, cantó de Goussainville, cantó de Luzarches, cantó de Montmorency, cantó de Saint-Gratien, cantó de Sarcelles-Nord-Est, cantó de Sarcelles-Sud-Oest, cantó de Soisy-sous-Montmorency, cantó de Viarmes, cantó de Villiers-le-Bel

## Llenguadoc-Rosselló

### Aude
- Districte de Carcassona (18 cantons - prefectura de Carcassona) :
cantó d'Alzona, cantó de Bèlpuèg, cantó de Camppendut, cantó de Carcassona-Centre, cantó de Carcassona-Est, cantó de Carcassona-Nord, cantó de Carcassona-Sud, cantó de Castellnou d'Arri-Nord, cantó de Castellnou d'Arri-Sud, cantó de Concas d'Orbièl, cantó de Fanjaus, cantó de La Grassa, cantó de Lo Mas de Cabardés, cantó de Montreal, cantó de Motomet, cantó de Peiriac de Menerbés, cantó de Saissac, cantó de Salas d'Èrs.

- Districte de Limós (8 cantons - subprefectura de Limós) :
cantó d'Alanha, cantó d'Atsat, cantó de Bèlcaire, cantó d'Eissalabra, cantó de Coisan, cantó de Limós, cantó de Quilhan, cantó de Sant Ilari

- Districte de Narbona (9 cantons - subprefectura de Narbona) :
cantó de Corsan, cantó de Durban de las Corbièras, cantó de Ginestars, cantó de Lesinhan de las Corbièras, cantó de Narbona-Est, cantó de Narbona-Oest, cantó de Narbona-Sud, cantó de Sijan, cantó de Tuissan.

### Gard
- Districte d'Alès (12 cantons - subprefectura de Alès): cantó d'Alès-Nord-Est, cantó d'Alès-Oest, cantó d'Alès-Sud-Est, cantó d'Andusa, cantó de Barjac, cantó de Besseja, cantó de Ginolhac, cantó de La Grand Comba, cantó de Ledinhan, cantó de Sant Ambruèis, cantó de Sant Joan del Gard, cantó de Vézénobres.

- Districte de Nimes (24 cantons - prefectura de Nimes): cantó d'Aigues-Mortes, cantó d'Aramon, cantó de Banhòus de Céser, cantó de Bèucaire, cantó de Lussan, cantó de Margarida, cantó de Nimes-1, cantó de Nimes-2, cantó de Nimes-3, cantó de Nimes-4, cantó de Nimes-5, cantó de Nimes-6, cantó de Lo Pònt Sent Esperit, cantó de Remolins, cantó de Rhôny-Vidourle (amb cap a Aimargues) - cantó de Ròcamaura, cantó de Sench Agde, cantó de Sant Geli, cantó de Sant Mamet del Gard, cantó de Somèire, cantó d'Usès, cantó de Vauvèrd, cantó de Vilanova d'Avinyó, cantó de La Vistrenca (amb cap a Bouillargues)

- Districte de Lo Vigan (10 cantons - subprefectura de Le Vigan): cantó d'Alzon, cantó de La Sala, cantó de Quiçac, cantó de Sant Andrieu de Valbornha, cantó de Sent Ipolit, cantó de Sauve, cantó de Sumèna, cantó de Trève, cantó de Valerauga, cantó de Lo Vigan

### Erau
- Districte de Besiers (19 cantons - subprefectura de Besiers) :
cantó d'Agde, cantó de Bedarius, cantó de Besiers-1, cantó de Besiers-2, cantó de Besiers-3, cantó de Besiers-4, cantó de Capestanh, cantó de Florensac, cantó de Montanhac, cantó de Murvièlh, cantó d'Olargues, cantó d'Olonzac, cantó de Pesenàs, cantó de Rojan, cantó de Sanch-Inhan, cantó de Sant Gervais, cantó de Sant Ponç de Tomièiras, cantó de La Salvetat d'Agot, cantó de Servian

- Districte de Lodeva (5 cantons - subprefectura de Lodeva) :
cantó de Lo Cailar, cantó de Clarmont d'Erau, cantó de Ginhac, cantó de Lodeva, cantó de Lunaç

- Districte de Montpeller (25 cantons - prefectura de Montpeller) :
cantó d'Anhana, cantó de Castèlnòu de Les, cantó de Càstias, cantó de Claret, cantó de Frontinhan, cantó de Gange, cantó de Latas, cantó de Lunèl, cantó de Las Matèlas, Cantó de Mauguiò, cantó de Mesa, cantó de Montpeller-1, cantó de Montpeller-2, cantó de Montpeller-3, cantó de Montpeller-4, cantó de Montpeller-5, cantó de Montpeller-6, cantó de Montpeller-7, cantó de Montpeller-8, cantó de Montpeller-9, cantó de Montpeller-10, cantó de Pinhan, cantó de Sant Martin de Londras, cantó de Seta-1, cantó de Seta-2

### Losera
- Districte de Florac (7 cantons - subprefectura de Florac):
cantó de Barra de las Cevenas, cantó de Florac, cantó de Lo Mas Sagran, cantó de Maruèis, cantó de Lo Pònt de Montvèrd, cantó de Santa Enimia, cantó de Sent German de Calbèrta

- Districte de Mende (18 cantons - prefectura de Mende):
cantó d'Autmont d'Aubrac, cantó de Lo Blumar, cantó de La Canorga, cantó de Chanac, cantó de Chastèlnòu de Randon, cantó de Fornèls, cantó de Grandrieu, cantó de Langònha, cantó de Lo Malasiu, cantó de Maruèjols, cantó de Mende-Nord, cantó de Mende-Sud, cantó de Las Binals, cantó de Sench Aubanh, cantó de Sant Amans, cantó de Sanch Èli d'Apcher, cantó de Sent German del Telh, cantó de Vilafòrt

### Pirineus Orientals
- Districte de Ceret (5 cantons - subprefectura de Ceret): 
Argelers, Arles, Ceret, Costa Vermella, Prats de Molló i la Presta

- Districte de Prada (6 cantons - subprefectura de Prada): 
Montlluís, Oleta, Prada, Sallagosa, Sornià, Vinçà

- Districte de Perpinyà (20 cantons - prefectura de Perpinyà): 
Canet de Rosselló, Costa Radiant, Elna, Millars, Perpinyà-1, Perpinyà-2, Perpinyà-3, Perpinyà-4, Perpinyà-5, Perpinyà-6, Perpinyà-7, Perpinyà-8, Perpinyà-9, Ribesaltes, Sant Esteve del Monestir, Sant Llorenç de la Salanca, Sant Pau de Fenollet, Tuïr, Toluges, Tor de França

## Llemosí

### Corresa
- Districte de Briva la Galharda (15 cantons - subprefectura: Briva la Galharda) :
 cantó d'Aient, cantó de Bél Luéc, cantó de Béinat, Cantó de Briva la Galharda Centre, cantó de Briva la Galharda Nord-Est, cantó de Briva la Galharda Nord-Oest, cantó de Briva la Galharda Sud-Est, cantó de Briva la Galharda Sud-Oest, cantó de Donzenac, cantó de Julhac, cantó de L'Archa, cantó de Libèrçac, cantó de Mala Mòrt, cantó de Maiçac, cantó de Visoas

- Districte de Tula (14 cantons - prefectura: Tula) :
cantó d'Argentat, cantó de Corrèsa, cantó d'Aus Gletons, cantó de La Pléu, cantó de Mércuer, cantó de La Ròcha Canilhac, cantó de Sent Privat, cantó de Selhac, cantó de Trainhac, cantó de Tula Campanha Nòrd, cantó de Tula Campanha Sud, cantó de Tula Urban Nòrd, cantó de Tula Urban Sud, cantó d'Usèrcha

- Districte d'Ussel (8 cantons - subprefectura: Ussèl) :
cantó de Bòrt, cantó de Bujac, cantó d'Eiguranda, cantó de Maismac, cantó de Nòu Vic, cantó de Saurnac, cantó d'Ussel Est, cantó d'Ussel Oest

### Cruesa
- Districte de Lo Buçon (12 cantons - prefectura: Lo Buçon) :
cantó de Lo Buçon, cantó d'Ausança, cantó de Bèla Garda, cantó de Chambon, cantó de Charnalhas, cantó de La Cortina, cantó de Cròc, cantó d'Evaus, cantó de Falatin, cantó de Genciòus e Pijairòu, cantó de Roièra, cantó de Sent Soupise las Chams

- Districte de Garait (15 cantons - prefectura: Garait) :
cantó d'Aiun, cantó de Benavent, cantó de Bònac, cantó de Borgon Nuòu, cantó de Boçac, cantó de Chasteluç Malvalés, cantó de Dun, cantó de Garait Nòrd, cantó de Garait Sud-Est, cantó de Garait Sud-Oest, cantó de Jarnajas, cantó de Le Borg, cantó de Pont a Riom, cantó de Sent Vauric, cantó de La Sotrane

### Alta Viena
- Districte de Belac (8 cantons - subprefectura: Belac) :
cantó de Belac, cantó de Becinas, cantó de Chastél Ponçac, cantó de Le Daurat, cantó de Manhac la Vau, cantó de Masères, cantó de Nantiac, cantó de Sent Sepise

- Districte de Llemotges (28 cantons - prefectura: Llemotges) :
cantó d'Aissa, cantó d'Embasac, cantó de Chasluç, cantó de Chasteu Nuòu, cantó d'Aimostier, cantó de L'Auriéra, cantó de Llemotges Beu Puég, cantó de Llemotges Carnot, cantó de Llemotges Centre, cantó de Llemotges Ciutat, cantó de Llemotges Condat, cantó de Llemotges Cornhac, cantó de Llemotges Cosés, cantó de Llemotges Esmautaires, cantó de Llemotges Grand Truèlh, cantó de Llemotges Isla, cantó de Llemotges La Bastida, cantó de Llemotges Sent Marçau, cantó de Llemotges Lu Palaiç, cantó de Llemotges Panasòu, cantó de Llemotges Puég Las Ròdas, cantó de Llemotges Vigenau, cantó de 'Neiçon, cantó de Nuèlh, cantó de Péira Bufíera, cantó de Sent German las Belas, cantó de Sent Liunard, cantó de Sent Iriès

- Districte de Rechoard (6 cantons - subprefectura: Rechoard) :
cantó d'Orador de Vairas, cantó de Rechoard, cantó de Sent Junian Est, Cantó de Sent Junian Oest, cantó de Sent Laurenç de Gòra, cantó de Samatiá

## Lorena

### Meurthe i Mosel·la
- Districte de Briey (10 cantons - subprefectura: Briey) :
cantó d'Audun-le-Roman, cantó de Briey, cantó de Chambley-Bussières, cantó de Conflans-en-Jarnisy, cantó d'Herserange, cantó d'Homécourt, cantó de Longuyon, cantó de Longwy, cantó de Mont-Saint-Martin, cantó de Villerupt

- Districte de Lunéville (9 cantons - subprefectura: Lunéville) :
cantó d'Arracourt, cantó de Baccarat, cantó de Badonviller, cantó de Bayon, cantó de Blâmont, cantó de Cirey-sur-Vezouze, cantó de Gerbéviller, cantó de Lunéville-Nord, cantó de Lunéville-Sud

- Districte de Nancy (20 cantons - prefectura: Nancy) :
cantó de Dieulouard, cantó d'Haroué, cantó de Jarville-la-Malgrange, cantó de Laxou, cantó de Malzéville, cantó de Nancy-Est, cantó de Nancy-Nord, cantó de Nancy-Oest, cantó de Nancy-Sud, cantó de Neuves-Maisons, cantó de Nomeny, cantó de Pompey, cantó de Pont-à-Mousson, cantó de Saint-Max, cantó de Saint-Nicolas-de-Port, cantó de Seichamps, cantó de Tomblaine, cantó de Vandœuvre-lès-Nancy-Est, cantó de Vandœuvre-lès-Nancy-Oest, cantó de Vézelise

- Districte de Toul (5 cantons - subprefectura: Toul) :
cantó de Colombey-les-Belles, cantó de Domèvre-en-Haye, cantó de Thiaucourt-Regniéville, cantó de Toul-Nord, cantó de Toul-Sud

### Mosa
- Districte de Bar-le-Duc (9 cantons - prefectura: Bar-le-Duc) :
cantó d'Ancerville, cantó de Bar-le-Duc-Nord, cantó de Bar-le-Duc-Sud, cantó de Ligny-en-Barrois, cantó de Montiers-sur-Saulx, cantó de Revigny-sur-Ornain, cantó de Seuil-d'Argonne, cantó de Vaubecourt, cantó de Vavincourt

- Districte de Commercy (7 cantons - subprefectura: Commercy) :
cantó de Commercy, cantó de Gondrecourt-le-Château, cantó de Pierrefitte-sur-Aire, cantó de Saint-Mihiel, cantó de Vaucouleurs, cantó de Vigneulles-lès-Hattonchâtel, cantó de Void-Vacon

- Districte de Verdun (15 cantons - subprefectura: Verdun) :
cantó de Charny-sur-Meuse, cantó de Clermont-en-Argonne, cantó de Damvillers, cantó de Dun-sur-Meuse, cantó d'Étain, cantó de Fresnes-en-Woëvre, cantó de Montfaucon-d'Argonne, cantó de Montmédy, cantó de Souilly, cantó de Spincourt, cantó de Stenay, cantó de Varennes-en-Argonne, cantó de Verdun-Centre, cantó de Verdun-Est, cantó de Verdun-Oest

### Mosel·la
- Districte de Boulay-Moselle (3 cantons - subprefectura: Boulay-Moselle) :
cantó de Boulay-Moselle, cantó de Bouzonville, cantó de Faulquemont

- Districte de Château-Salins (5 cantons - subprefectura: Château-Salins) :
cantó d'Albestroff, cantó de Château-Salins, cantó de Delme, cantó de Dieuze, cantó de Vic-sur-Seille

- Districte de Forbach (7 cantons - subprefectura: Forbach) :
cantó de Behren-lès-Forbach, cantó de Forbach, cantó de Freyming-Merlebach, cantó de Grostenquin, cantó de Saint-Avold-1, cantó de Saint-Avold-2, canton de Stiring-Wendel

- Districte de Metz-Campagne (9 cantons - prefectura: Metz) :
cantó d'Ars-sur-Moselle, cantó de Maizières-lès-Metz, cantó de Marange-Silvange, cantó de Montigny-lès-Metz, cantó de Pange, cantó de Rombas, cantó de Verny, cantó de Vigy, cantó de Woippy

- Districte de Sarrebourg (5 cantons - subprefectura: Sarrebourg) :
cantó de Fénétrange, cantó de Lorquin, cantó de Phalsbourg, cantó de Réchicourt-le-Château, cantó de Sarrebourg

- Districte de Sarreguemines (6 cantons - subprefectura: Sarreguemines) :
cantó de Bitche, cantó de Rohrbach-lès-Bitche, cantó de Sarralbe, cantó de Sarreguemines, cantó de Sarreguemines-Campagne, cantó de Volmunster

- Districte de Thionville-Est (6 cantons - subprefectura: Thionville) :
cantó de Cattenom, cantó de Metzervisse, cantó de Sierck-les-Bains, cantó de Thionville-Est, cantó de Thionville-Oest, cantó de Yutz

- Districte de Thionville-Oest (6 cantons - subprefectura: Thionville) :
cantó d'Algrange, cantó de Fameck, cantó de Florange, cantó de Fontoy, cantó de Hayange, cantó de Moyeuvre-Grande

- Districte de Metz-Ville (4 cantons - prefectura: Metz) :
cantó de Metz-Ville-1, cantó de Metz-Ville-2, cantó de Metz-Ville-3, cantó de Metz-Ville-4

### Vosges
- Districte d'Épinal (15 cantons - prefectura: Épinal) :
cantó de Bains-les-Bains, cantó de Bruyères, cantó de Charmes, cantó de Châtel-sur-Moselle, cantó de Darney, cantó de Dompaire, cantó d'Épinal-Est, cantó d'Épinal-Oest, cantó de Monthureux-sur-Saône, cantó de Plombières-les-Bains, cantó de Rambervillers, cantó de Remiremont, cantó de Saulxures-sur-Moselotte, cantó de Le Thillot, cantó de Xertigny

- Districte de Neufchâteau (7 cantons - subprefectura: Neufchâteau) :
cantó de Bulgnéville, cantó de Châtenois, cantó de Coussey, cantó de Lamarche, cantó de Mirecourt, cantó de Neufchâteau, cantó de Vittel

- Districte de Saint-Dié-des-Vosges (9 cantons - subprefectura: Saint-Dié-des-Vosges) :
cantó de Brouvelieures, cantó de Corcieux, cantó de Fraize, cantó de Gérardmer, cantó de Provenchères-sur-Fave, cantó de Raon-l'Étape, cantó de Saint-Dié-des-Vosges-Est, cantó de Saint-Dié-des-Vosges-Oest, cantó de Senones

## Migdia-Pirineus

### Arieja
- Districte de Foix (9 cantons - prefectura: Foix) :
cantó d'Acs, cantó de La Bastida de Seron, cantó de Las Cabanas, cantó de Foix-Rural (cap a Montgaillard) - cantó de Foix-Ville, cantó de l'Avelanet, cantó de Queragut, cantó de Tarascon d'Arieja, cantó de Vic de Sòs

- Districte de Pàmies (7 cantons - subprefectura: Pàmies) :
cantó de Le Fossat, cantó de Lo Mas d'Asilh, cantó de Mirapeis, cantó de Pamiers-Est, cantó de Pàmies-Oest, cantó de Sabardu, cantó de Varilhas

- Districte de Sent Gironç (6 cantons - subprefectura: Sent Gironç) :
cantó de Castillon-en-Couserans, cantó de Massat, cantó d'Ost, cantó de Senta Crotz de Volvèstre, cantó de Sent Gironç, cantó de Sent Líser

### Avairon
- Districte de Millau (15 cantons - subprefectura: Millau) :
cantó de Belmont-sur-Rance, cantó de Camarès, cantó de Campanhac, cantó de Cornús, cantó de Millau-Est, cantó de Millau-Oest, cantó de Nant, cantó de Peiralèu, cantó de Saint-Affrique, cantó de Saint-Beauzély, cantó de Saint-Rome-de-Tarn, cantó de Saint-Sernin-sur-Rance, cantó de Salles-Curan, cantó de Sévérac-le-Château, cantó de Vézins-de-Lévézou

- Districte de Rodez (23 cantons - prefectura: Rodés) :
cantó de La Barraca de Fraisse-Sauvatèrra (cap :Baraqueville) - cantó de Boason, cantó de Cassanhas de Begonhés, cantó de Concas, cantó d'Entraigas, cantó d'Espaliu, cantó d'Estanh, cantó de La Guiòla, cantó de Laissac, cantó de Marcilhac, cantó de Lo Mur de Barrés, cantó de Naucèla, cantó de Lo Pont, cantó de Réquista, cantó de Rignac, cantó de Rodés-Est, cantó de Rodés-Nord, cantó de Rodés-Oest, cantó de Saint-Amans-des-Cots, cantó de Saint-Chély-d'Aubrac, cantó de Sainte-Geneviève-sur-Argence, cantó de Saint-Geniez-d'Olt, cantó de Salvetat-Peyralès

- Districte de Vilafranca de Roergue (8 cantons - subprefectura: Vilafranca de Roergue) :
cantó d'Aubinh, cantó de Capdenac-Gara, cantó de La Sala, cantó de Montbasens, cantó de Najac, cantó de Riupeirós, cantó de Vilafranca de Roergue, cantó de Vilanòva

### Alta Garona
- Districte de Muret (11 cantons) amb cap a la subprefectura de Muret: cantó d'Autariba, cantó de Carbona, cantó de Casèras, cantó de Senta Gabèla, cantó de Le Hosseret, cantó de Montesquiu de Bolbèstra, cantó de Muret, cantó de Portèth de Garona, cantó de Riumas, cantó de Rius, cantó de Sent Lis

- Districte de Sent Gaudenç (11 cantons) amb cap a la subprefectura de Saint-Gaudens: cantó d'Aspèth, cantó d'Aurinhac, cantó de Banhèras de Luishon, cantó de Barbasan, cantó de Bolonha de Gessa, cantó de L'Isle-en-Dodon, cantó de Montréjeau, cantó de Sent Biat, cantó de Sent Gaudenç, cantó de Saint-Martory, cantó de Salies-du-Salat

- Districte de Tolosa (31 cantons) amb cap a la prefectura de Tolosa de Llenguadoc: cantó de Blanhac, cantó de Cadors, cantó de Caraman, cantó de Castanet-Tolosan, cantó de Frontonh, cantó de Granada, cantó de Lantar, cantó de Legavin, cantó de Montastruc-la-Conseillère, cantó de Montgiscard, cantó de Nalhós, cantó de Revel, cantó de Tolosa-1, cantó de Tolosa-2, cantó de Tolosa-3, cantó de Tolosa-4, cantó de Tolosa-5, cantó de Tolosa-6, cantó de Tolosa-7, cantó de Tolosa-8, cantó de Tolosa-9, cantó de Tolosa-10, cantó de Tolosa-11, cantó de Tolosa-12, cantó de Tolosa-13, cantó de Tolosa-14, cantó de Tolosa-15, cantó de Tournefeuille, cantó de Verfuèlh, cantó de Vilafranca de Lauragués, cantó de Vilamur de Tarn

### Gers
- Districte d'Aush (12 cantons - prefectura: Auch) :
- cantó d'Aush nord-est
- cantó d'Aush nord-oest
- cantó d'Aush sud-est-Seissan
- cantó d'Aush sud-oest
- cantó de Colonha
- cantó de Gimont
- cantó de l'Illa Jordà
- cantó de Jigun
- cantó de Lombèrs
- cantó de Samatan
- cantó de Saramon
- cantó de Vic en Fesensac

- Districte de Condom (11 cantons - subprefectura: Condom) :
- cantó de Casaubon
- cantó de Condom
- cantó d'Eusa
- cantó de Florença
- cantó de Leitora
- cantó de Mauvesin
- cantó de Miradors
- cantó de Montrejau deu Gèrs
- cantó de Nogarò
- cantó de Sent Clar
- cantó de Valença de Baïsa

- Districte de Mirande (8 cantons - subprefectura: Mirande) : cantó d'Anhan, cantó de Marciac, cantó de Masseuva, cantó de Mielan, cantó de Miranda, cantó de Montesquiu, cantó de Plasença, cantó de Riscla

### Òlt
- Districte de Caors (13 cantons) prefectura Caors: cantó de Caors-Nord-Est, cantó de Caors-Nord-Oest, cantó de Caors-Sud, cantó de Castèlnau de Montratièr, cantó de Catús, cantó de Casals, cantó de L'Albenca, cantó de Lausès, cantó de Limonha de Carcin, cantó de Lusèg, cantó de Montcuc, cantó de Puèg l'Avesque, cantó de Sent Juèli

- Districte de Fijac (9 cantons) subprefectura Fijac: cantó de Bertenons, cantó de Cajarc, cantó de Fijac-Est, cantó de Fijac-Oest, cantó de La Capèla de Marival, cantó de La Tronquièra, cantó de Livernon, cantó de Sant Seren, cantó de Soçairac

- Districte de Gordon (9 cantons) subprefectura Gordon: cantó de Gordon, cantó de Gramat, cantó de La Bastida de Murat, cantó de Martèl, cantó de Pairac, cantó de Sent Girman, cantó de Salviac, cantó de Solhac, cantó de Vairac

### Alts Pirineus
- Districte d'Argelèrs de Gasòst (6 cantons) subprefectura Argelès-Gazost: Cantó d'Argelèrs de Gasòst, Cantó d'Aucun, Cantó de Lorda-Est, Cantó de Lorda-Oest, Cantó de Lus e Sent Sauvaire, Cantó de Sent Pèr de Bigòrra
- Districte de Banhèras de Bigòrra (9 cantons) subprefectura Banhèras de Bigòrra: Cantó d'Arreau, Cantó de Banhèras de Bigòrra, Cantó de La Barta de Nestés, Cantó de Bordères-Louron, Cantó de Campan, Cantó de Lanamesa, Cantó de Maulion de Varossa, Cantó de Sent Laurenç de Nestés, Cantó de Vièla d'Aura
- Districte de Tarba (19 cantons) prefectura de Tarba: Cantó d'Aureilhan, Cantó de Bordères-sur-l'Échez, Cantó de Castelnau-Magnoac, Cantó de Castelnau-Rivière-Basse, Cantó de Galan, Cantó de Laloubère, Cantó de Maubourguet, Cantó d'Ossun, Cantó de Pouyastruc, Cantó de Rabastens-de-Bigorre, Cantó de Séméac, Cantó de Tarba-1, Cantó de Tarba-2, Cantó de Tarba-3, Cantó de Tarba-4, Cantó de Tarba-5, Cantó de Tournay, Cantó de Trie-sur-Baïse, Cantó de Vic-en-Bigorre

### Tarn
- Districte d'Albi (23 cantons - prefectura: Albi) :
cantó d'Alban, cantó d'Albi-Centre, cantó d'Albi-Est, cantó d'Albi-Nord-Est, cantó d'Albi-Nord-Oest, cantó d'Albi-Oest, cantó d'Albi-Sud, cantó de Cadaluènh, cantó de Carmauç Nord, cantó de Carmauç Sud, cantó de Castèlnòu de Montmiralh, cantó de Còrdas d'Albigés, cantó de Galhac, cantó de L'Illa d'Albigés, cantó de Monestièr, cantó de Pampalona, cantó de Rabastens, cantó de Rièlmont, cantó de Salvanhac, cantó de Valdariás, cantó de Valença d'Albigés, cantó de Vaur, cantó de Vilafranca d'Albigés

- Districte de Castres (23 cantons - subprefectura: Castres) :
cantó d'Angles, cantó de Braçac, cantó de Castres-Est, cantó de Castres-Nord, cantó de Castres-Oest, cantó de Castres-Sud, cantó de Cuc Tolzan, cantó de Dornha, cantó de Graulhet, cantó de La Bruguièira, cantó de La Cauna, cantó de Lautrec, cantó de La Vaur, cantó de Masamet-Nord-Est, cantó de Masamet-Sud-Oest, cantó de La Bessoniá, cantó de Murat, cantó de Puèglaurenç, cantó de Ròcacorba, cantó de Sant Amanç de Solt, cantó de Sant Pau del Cabdal Jòus, cantó de Vabre, cantó de Vièlhmur d'Agot

### Tarn i Garona
- districte de Los Sarrasins (12 cantons - subprefectura: Los Sarrasins) :
cantó d'Autvilar, cantó de Bèumont de Lomanha, cantó de Lo Borg Devisac, cantó de Los Sarrasins-1, cantó de Los Sarrasins-2, cantó de Lausèrta, cantó de La Vit, cantó de Moissac-1, cantó de Moissac-2, cantó de Montagut de Carcin, cantó de Sent Micolau de la Grava, cantó de Valença d'Agen

- districte de Montalban (18 cantons - prefectura: Montalban) :
cantó de Cauçada, cantó de Cailutz, cantó de Grisòlas, cantó de La Francesa, cantó de Molièras, cantó de Montclar de Carcin, cantó de Montalban-1, cantó de Montalban-2, cantó de Montalban-3, cantó de Montalban-4, cantó de Montalban-5, cantó de Montalban-6, cantó de Montuèg, cantó de Montpesat de Carcin, cantó de Negrapelissa, cantó de Sent Antonin, cantó de Verdun de Garona, cantó de Vilabrumièr

## Nord – Pas-de-Calais

### Nord
- Districte d'Avesnes-sur-Helpe (12 cantons - subprefectura: Avesnes-sur-Helpe) :
cantó d'Avesnes-sur-Helpe-Nord, cantó d'Avesnes-sur-Helpe-Sud, cantó de Bavay, cantó de Berlaimont, cantó d'Hautmont, cantó de Landrecies, cantó de Maubeuge-Nord, cantó de Maubeuge-Sud, cantó de Le Quesnoy-Est, cantó de Le Quesnoy-Oest, cantó de Solre-le-Château, cantó de Trélon

- Districte de Cambrai (7 cantons - subprefectura: Cambrai) :
cantó de Cambrai-Est, cantó de Cambrai-Oest, cantó de Carnières, cantó de Le Cateau-Cambrésis, cantó de Clary, cantó de Marcoing, cantó de Solesmes

- Districte de Douai (7 cantons - subprefectura: Douai) :
cantó d'Arleux, cantó de Douai-Nord, cantó de Douai-Nord-Est, cantó de Douai-Sud, cantó de Douai-Sud-Oest, cantó de Marchiennes, cantó d'Orchies

- Districte de Dunkerque (16 cantons - subprefectura: Dunkerque) :
cantó de Bailleul-Nord-Est, cantó de Bailleul-Sud-Oest, cantó de Bergues, cantó de Bourbourg, cantó de Cassel, cantó de Coudekerque-Branche, cantó de Dunkerque-Est, cantó de Dunkerque-Oest, cantó de Grande-Synthe, cantó de Gravelines, cantó d'Hazebrouck-Nord, cantó d'Hazebrouck-Sud, Cantó de Hondschoote, cantó de Merville, cantó de Steenvoorde, cantó de Wormhout

- Districte de Lilla (28 cantons - prefectura: Lilla) :
cantó d'Armentières, cantó de La Bassée, cantó de Cysoing, cantó d'Haubourdin, cantó de Lannoy, cantó de Lilla-Centre, cantó de Lilla-Est, cantó de Lilla-Nord, cantó de Lilla-Nord-Est, cantó de Lilla-Oest, cantó de Lilla-Sud, cantó de Lilla-Sud-Est, cantó de Lilla-Sud-Oest, cantó de Lomme (part del municipi de Lilla) - cantó de Marcq-en-Barœul, cantó de Pont-à-Marcq, cantó de Quesnoy-sur-Deûle, cantó de Roubaix-Centre, cantó de Roubaix-Est, cantó de Roubaix-Nord, cantó de Roubaix-Oest, cantó de Seclin-Nord, cantó de Seclin-Sud, cantó de Tourcoing-Nord, cantó de Tourcoing-Nord-Est, cantó de Tourcoing-Sud, cantó de Villeneuve-d'Ascq-Nord, cantó de Villeneuve-d'Ascq-Sud

- Districte de Valenciennes (9 cantons - subprefectura: Valenciennes) :
cantó d'Anzin, cantó de Bouchain, cantó de Condé-sur-l'Escaut, cantó de Denain, canton de Saint-Amand-les-Eaux-Rive droite, canton de Saint-Amand-les-Eaux-Rive gauche, cantó de Valenciennes-Est, cantó de Valenciennes-Nord, cantó de Valenciennes-Sud

### Pas-de-Calais
- Districte d'Arràs (17 cantons - prefectura d'Arràs):
cantó d'Arràs-Nord, cantó d'Arràs-Oest, cantó d'Arràs-Sud, cantó d'Aubigny-en-Artois, cantó d'Auxi-le-Château, cantó d'Avesnes-le-Comte, cantó de Bapaume, cantó de Beaumetz-lès-Loges, cantó de Bertincourt, cantó de Croisilles, cantó de Dainville, cantó d'Heuchin, cantó de Marquion, cantó de Pas-en-Artois, cantó de Saint-Pol-sur-Ternoise, cantó de Vimy, cantó de Vitry-en-Artois

- Districte de Béthune (14 cantons - subprefectura de Béthune) :
cantó d'Auchel, cantó de Barlin, cantó de Béthune-Est, cantó de Béthune-Nord, cantó de Béthune-Sud, cantó de Bruay-la-Buissière, cantó de Cambrin, cantó de Divion, cantó de Douvrin, cantó de Houdain, cantó de Laventie, cantó de Lillers, cantó de Nœux-les-Mines, cantó de Norrent-Fontes

- Districte de Boulogne-sur-Mer (8 cantons - subprefectura de Boulogne-sur-Mer) :
cantó de Boulogne-sur-Mer-Nord-Est, cantó de Boulogne-sur-Mer-Nord-Oest, cantó de Boulogne-sur-Mer-Sud, cantó de Desvres, cantó de Marquise, cantó d'Outreau, cantó de Le Portel, cantó de Samer

- Districte de Calais (5 cantons - subprefectura de Calais) :
cantó de Calais-Centre, cantó de Calais-Est, cantó de Calais-Nord-Oest, cantó de Calais-Sud-Est, cantó de Guînes

- Districte de Lens (17 cantons - subprefectura de Lens) :
cantó d'Avion, cantó de Bully-les-Mines, cantó de Carvin, cantó de Courrières, cantó d'Harnes, cantó d'Hénin-Beaumont, cantó de Leforest, cantó de Lens-Est, cantó de Lens-Nord-Est, cantó de Lens-Nord-Oest, cantó de Liévin-Nord, cantó de Liévin-Sud, cantó de Montigny-en-Gohelle, cantó de Noyelles-sous-Lens, cantó de Rouvroy, cantó de Sains-en-Gohelle, cantó de Wingles

- Districte de Montreuil (8 cantons - subprefectura Montreuil-sur-Mer) :
cantó de Berck, cantó de Campagne-lès-Hesdin, cantó d'Étaples, cantó de Fruges, cantó de Hesdin, cantó de Hucqueliers, cantó de Montreuil, cantó de Le Parcq

- Districte de Saint-Omer (8 cantons - subprefectura de Saint-Omer) :
cantó d'Aire-sur-la-Lys, cantó d'Ardres, cantó d'Arques, cantó d'Audruicq, cantó de Fauquembergues, cantó de Lumbres, cantó de Saint-Omer-Nord, cantó de Saint-Omer-Sud

## País del Loira

### Loira Atlàntic
- Districte de Châteaubriant (subprefectura de Châteaubriant) dividida en 10 cantons:

cantó de Blain, cantó de Châteaubriant, cantó de Derval, cantó de Guémené-Penfao, cantó de Moisdon-la-Rivière, cantó de Nort-sur-Erdre, cantó de Nozay, cantó de Rougé, cantó de Saint-Julien-de-Vouvantes, cantó de Saint-Nicolas-de-Redon
- Districte de Nantes (prefectura de Nantes) dividida en 29 cantons (dels quals 11 són per a Nantes):

cantó d'Aigrefeuille-sur-Maine, cantó de Bouaye, cantó de Carquefou, cantó de la Chapelle-sur-Erdre, cantó de Clisson, cantó de Legé, cantó de Le Loroux-Bottereau, cantó de Machecoul, cantó de Nantes-1, cantó de Nantes-2, cantó de Nantes-3 -
cantó de Nantes-4, cantó de Nantes-5, cantó de Nantes-6, cantó de Nantes-7, cantó de Nantes-8, cantó de Nantes-9, cantó de Nantes-10, cantó de Nantes-11, cantó d'Orvault, cantó de Le Pellerin, cantó de Rezé, cantó de Saint-Étienne-de-Montluc, cantó de Saint-Herblain-Est, cantó de Saint-Herblain-Oest-Indre, cantó de Saint-Philbert-de-Grand-Lieu, cantó de Vallet, cantó de Vertou, cantó de Vertou-Vignoble
- Districte de Saint-Nazaire (subprefectura de Saint-Nazaire) dividida en 15 cantons (dels quals 3 són per a Saint-Nazaire):

cantó de la Baule-Escoublac, cantó de Bourgneuf-en-Retz, cantó de Le Croisic, cantó de Guérande, cantó d'Herbignac, cantó de Montoir-de-Bretagne, cantó de Paimbœuf, cantó de Pontchâteau, cantó de Pornic, cantó de Saint-Gildas-des-Bois, cantó de Saint-Nazaire-Centre, cantó de Saint-Nazaire-Est, cantó de Saint-Nazaire-Oest, cantó de Saint-Père-en-Retz, cantó de Savenay

### Maine i Loira
- Districte d'Angers (17 cantons - prefectura: Angers) :
cantó d'Angers-Centre, cantó d'Angers-Est, cantó d'Angers-Nord, cantó d'Angers-Nord-Est, cantó d'Angers-Nord-Oest, cantó d'Angers-Oest, cantó d'Angers-Sud, cantó d'Angers-Trélazé, cantó de Beaufort-en-Vallée, cantó de Chalonnes-sur-Loire, cantó de Durtal, cantó de Le Louroux-Béconnais, cantó de Les Ponts-de-Cé, cantó de Saint-Georges-sur-Loire, cantó de Seiches-sur-le-Loir, cantó de Thouarcé, cantó de Tiercé

- Districte de Cholet (9 cantons - subprefectura: Cholet) :
cantó de Beaupréau, cantó de Champtoceaux, cantó de Chemillé, cantó de Cholet-1, cantó de Cholet-2, cantó de Cholet-3, cantó de Montfaucon-Montigné, cantó de Montrevault, cantó de Saint-Florent-le-Vieil

- Districte de Saumur (10 cantons - subprefectura: Saumur) :
cantó d'Allonnes (Maine i Loira), canton de Baugé, cantó de Doué-la-Fontaine, cantó de Gennes, cantó de Longué-Jumelles, cantó de Montreuil-Bellay, cantó de Noyant, cantó de Saumur-Nord, cantó de Saumur-Sud, cantó de Vihiers

- Districte de Segré (5 cantons - subprefectura: Segré) :
cantó de Candé, cantó de Châteauneuf-sur-Sarthe, cantó de Le Lion-d'Angers, cantó de Pouancé, cantó de Segré

### Mayenne
- Districte de Château-Gontier (7 cantons - subprefectura Château-Gontier) :
cantó de Bierné, cantó de Château-Gontier-Est, cantó de Château-Gontier-Oest, cantó de Cossé-le-Vivien, cantó de Craon, cantó de Grez-en-Bouère, cantó de Saint-Aignan-sur-Roë

- Districte de Laval (13 cantons - prefectura: Laval) :
cantó d'Argentré, cantó de Chailland, cantó d'Évron, cantó de Laval-Est, cantó de Laval-Nord-Est, cantó de Laval-Nord-Oest, cantó de Laval-Saint-Nicolas, cantó de Laval-Sud-Oest, cantó de Loiron, cantó de Meslay-du-Maine, cantó de Montsûrs, cantó de Saint-Berthevin, cantó de Sainte-Suzanne (Mayenne)

- Districte de Mayenne (12 cantons - subprefectura: Mayenne) :
cantó d'Ambrières-les-Vallées, cantó de Bais, cantó de Couptrain, cantó d'Ernée, cantó de Gorron, cantó de Le Horps, cantó de Landivy, cantó de Lassay-les-Châteaux, cantó de Mayenne-Est, cantó de Mayenne-Oest, cantó de Pré-en-Pail, cantó de Villaines-la-Juhel

### Sarthe
- Districte de La Flèche (12 cantons - subprefectura: La Flèche) :
cantó de Brûlon, cantó de La Chartre-sur-le-Loir, cantó de Château-du-Loir, cantó de La Flèche, cantó de Le Grand-Lucé, cantó de Le Lude, cantó de Loué, cantó de Malicorne-sur-Sarthe, cantó de Mayet, cantó de Pontvallain, cantó de Sablé-sur-Sarthe, cantó de La Suze-sur-Sarthe

- Districte de Mamers (16 cantons - subprefectura: Mamers) :
cantó de Beaumont-sur-Sarthe, cantó de Bonnétable, cantó de Bouloire, cantó de Conlie, cantó de La Ferté-Bernard, cantó de Fresnay-sur-Sarthe, cantó de La Fresnaye-sur-Chédouet, cantó de Mamers, cantó de Marolles-les-Braults, cantó de Montfort-le-Gesnois, cantó de Montmirail (Sarthe), cantó de Saint-Calais, cantó de Saint-Paterne, cantó de Sillé-le-Guillaume, cantó de Tuffé, cantó de Vibraye

- Districte de Le Mans (12 cantons - prefectura: Le Mans) :
cantó d'Allonnes (Sarthe), cantó de Ballon, cantó d'Écommoy, cantó de Le Mans-Centre, cantó de Le Mans-Est-Campagne, cantó de Le Mans-Nord-Campagne, cantó de Le Mans-Nord-Oest, cantó de Le Mans-Nord-Ville, cantó de Le Mans-Oest, cantó de Le Mans-Sud-Est, cantó de Le Mans-Sud-Oest, cantó de Le Mans-Ville-Est

### Vendée
- Districte de Fontenay-le-Comte (9 cantons - subprefectura: Fontenay-le-Comte) :
cantó de Chaillé-les-Marais, cantó de La Châtaigneraie, cantó de Fontenay-le-Comte, cantó de L'Hermenault, cantó de Luçon, cantó de Maillezais, cantó de Pouzauges, cantó de Sainte-Hermine, cantó de Saint-Hilaire-des-Loges

- Districte de La Roche-sur-Yon (11 cantons - prefectura: La Roche-sur-Yon) :
cantó de Chantonnay, cantó de Les Essarts, cantó de Les Herbiers, cantó de Mareuil-sur-Lay-Dissais, cantó de Montaigu, cantó de Mortagne-sur-Sèvre, cantó de Le Poiré-sur-Vie, cantó de La Roche-sur-Yon-Nord, cantó de La Roche-sur-Yon-Sud, cantó de Rocheservière, cantó de Saint-Fulgent

- Districte de Les Sables-d'Olonne (11 cantons - subprefectura: Les Sables-d'Olonne) :
cantó de Beauvoir-sur-Mer, cantó de Challans, cantó de L'Île-d'Yeu, cantó de La Mothe-Achard, cantó de Moutiers-les-Mauxfaits, cantó de Noirmoutier-en-l'Île, cantó de Palluau, cantó de Les Sables-d'Olonne, cantó de Saint-Gilles-Croix-de-Vie, cantó de Saint-Jean-de-Monts, cantó de Talmont-Saint-Hilaire

## Picardia

### Aisne
- Districte de Château-Thierry (5 cantons) cap a la subprefectura de Château-Thierry: 
cantó de Charly-sur-Marne, cantó de Château-Thierry, cantó de Condé-en-Brie, cantó de Fère-en-Tardenois, cantó de Neuilly-Saint-Front

- Districte de Laon (13 cantons) cap a la prefectura de Laon: 
cantó d'Anizy-le-Château, cantó de Chauny, cantó de Coucy-le-Château-Auffrique, cantó de Craonne, cantó de Crécy-sur-Serre, cantó de La Fère, cantó de Laon-Nord, cantó de Laon-Sud, cantó de Marle, cantó de Neufchâtel-sur-Aisne, cantó de Rozoy-sur-Serre, cantó de Sissonne, cantó de Tergnier

- Districte de Saint-Quentin (9 cantons) cap a la subprefectura de Saint-Quentin: 
cantó de Bohain-en-Vermandois, cantó de Le Catelet, cantó de Moÿ-de-l'Aisne, cantó de Ribemont, cantó de Saint-Quentin-Centre, cantó de Saint-Quentin-Nord, cantó de Saint-Quentin-Sud, cantó de Saint-Simon, cantó de Vermand

- Districte de Soissons (7 cantons) cap a la subprefectura de Soissons: 
cantó de Braine, cantó d'Oulchy-le-Château, cantó de Soissons-Nord, cantó de Soissons-Sud, cantó de Vailly-sur-Aisne, cantó de Vic-sur-Aisne, cantó de Villers-Cotterêts

- Districte de Vervins (8 cantons) cap a la subprefectura de Vervins: 
cantó d'Aubenton, cantó de La Capelle, cantó de Guise, cantó d'Hirson, cantó de Le Nouvion-en-Thiérache, cantó de Sains-Richaumont, cantó de Vervins, cantó de Wassigny

### Oise
- Districte de Beauvais (14 cantons, cap a la prefectura de Beauvais): 
cantó d'Auneuil, cantó de Beauvais-Nord-Est, cantó de Beauvais-Nord-Oest, cantó de Beauvais-Sud-Oest, cantó de Chaumont-en-Vexin, cantó de Le Coudray-Saint-Germer, cantó de Crèvecœur-le-Grand, cantó de Formerie, cantó de Grandvilliers, cantó de Marseille-en-Beauvaisis, cantó de Méru, cantó de Nivillers, cantó de Noailles, cantó de Songeons

- Districte de Clermont (7 cantons, cap a la sostprefectura de Clermont-de-l'Oise): 
cantó de Breteuil, cantó de Clermont, cantó de Froissy, cantó de Liancourt, cantó de Maignelay-Montigny, cantó de Mouy, cantó de Saint-Just-en-Chaussée

- Districte de Compiègne (10 cantons, cap a la subprefectura de Compiègne): 
cantó d'Attichy, cantó de Compiègne-Nord, cantó de Compiègne-Sud-Est, cantó de Compiègne-Sud-Oest, cantó d'Estrées-Saint-Denis, cantó de Guiscard, cantó de Lassigny, cantó de Noyon, cantó de Ressons-sur-Matz, cantó de Ribécourt-Dreslincourt

- Districte de Senlis (10 cantons, cap a la subprefectura de Senlis): 
cantó de Betz, cantó de Chantilly, cantó de Creil-Nogent-sur-Oise, cantó de Creil-Sud, cantó de Crépy-en-Valois, cantó de Montataire, cantó de Nanteuil-le-Haudouin, cantó de Neuilly-en-Thelle, cantó de Pont-Sainte-Maxence, cantó de Senlis

### Somme
- Districte d'Abbeville (12 cantons - subprefectura: Abbeville) :
cantó d'Abbeville-Nord, cantó d'Abbeville-Sud, cantó d'Ailly-le-Haut-Clocher, cantó d'Ault, cantó de Crécy-en-Ponthieu, cantó de Friville-Escarbotin, cantó de Gamaches, cantó d'Hallencourt, cantó de Moyenneville, cantó de Nouvion, cantó de Rue, cantó de Saint-Valery-sur-Somme

- Districte d'Amiens (21 cantons - prefectura: Amiens) :
cantó d'Acheux-en-Amiénois, cantó d'Amiens-1 (Oest), cantó d'Amiens-2 (Nord-Oest), cantó d'Amiens-3 (Nord-Est), cantó d'Amiens-4 (Est), cantó d'Amiens-5 (Sud-Est), cantó d'Amiens-6 (Sud), cantó d'Amiens-7 (Sud-Oest), cantó d'Amiens-8 (Nord), cantó de Bernaville, cantó de Boves, cantó de Conty, cantó de Corbie, cantó de Domart-en-Ponthieu, cantó de Doullens, cantó de Hornoy-le-Bourg, cantó de Molliens-Dreuil, cantó d'Oisemont, cantó de Picquigny, cantó de Poix-de-Picardie, cantó de Villers-Bocage (Somme)

- Districte de Montdidier (5 cantons - sotsperfectura: Montdidier) :
cantó d'Ailly-sur-Noye, cantó de Montdidier, cantó de Moreuil, cantó de Rosières-en-Santerre, cantó de Roye

- Districte de Péronne (8 cantons - sotsperfectura: Péronne) :
cantó d'Albert, cantó de Bray-sur-Somme, cantó de Chaulnes, cantó de Combles, cantó de Ham, cantó de Nesle, cantó de Péronne, cantó de Roisel

## Poitou-Charente

### Charente
- Districte d'Angulema (16 cantons), amb cap a la prefectura d'Angulema: 
cantó d'Angulema-Est, cantó d'Angulema-Nord, cantó d'Angulema-Oest, cantó d'Aubaterra, cantó de Blanzac-Porcheresse, cantó de Chalais, cantó de La Couronne, cantó de Gond-Pontouvre, cantó de Hiersac, cantó de Montberol, cantó de Montmoreau-Saint-Cybard, cantó de La Ròcha Focaud, cantó de Ruelle-sur-Touvre, cantó de Saint-Amant-de-Boixe, cantó de Soyaux, cantó de Vilabòsc-La Valeta

- Districte de Cognac (9 cantons), amb cap a la subprefectura de Cognac: 
cantó de Baignes-Sainte-Radegonde, cantó de Barbezieux-Saint-Hilaire, cantó de Brossac, cantó de Châteauneuf-sur-Charente, cantó de Cognac-Nord, cantó de Cognac-Sud, cantó de Jarnac, cantó de Rouillac, cantó de Segonzac

- Districte de Confolent (10 cantons), amb cap a la subprefectura de Confolent: Cantó d'Aigre, Cantó de Chabanès, Cantó de Champanha Molton, Cantó de Confolent Nord, Cantó de Confolent Sud, Cantó de Mansle, Cantó de Montembuòu, Cantó de Ruffec, Cantó de Sent Claud, Cantó de Villefagnan

### Charente Marítim
- Districte de Jonzac (7 cantons - subprefectura: Jonzac) :
cantó d'Archiac, cantó de Jonzac, cantó de Mirambeau, cantó de Montendre, cantó de Montguyon, cantó de Montlieu-la-Garde, cantó de Saint-Genis-de-Saintonge

- Districte de Rochefort (13 cantons - subprefectura: Rochefort) :
cantó d'Aigrefeuille-d'Aunis, cantó de Le Château-d'Oléron, cantó de Marennes, cantó de Rochefort-Centre, cantó de Rochefort-Nord, cantó de Rochefort-Sud, cantó de Royan-Est, cantó de Royan-Oest, cantó de Saint-Agnant, cantó de Saint-Pierre-d'Oléron, cantó de Surgères, cantó de Tonnay-Charente, cantó de La Tremblade

- Districte de La Rochelle (15 cantons - prefectura: La Rochelle) :
cantó d'Ars-en-Ré, cantó d'Aytré, cantó de Courçon, cantó de La Jarrie, cantó de Marans, cantó de La Rochelle-1, cantó de La Rochelle-2, cantó de La Rochelle-3, cantó de La Rochelle-4, cantó de La Rochelle-5, cantó de La Rochelle-6, cantó de La Rochelle-7, cantó de La Rochelle-8, cantó de La Rochelle-9, cantó de Saint-Martin-de-Ré

- Districte de Saintes (9 cantons - subprefectura: Saintes) :
cantó de Burie, cantó de Cozes, cantó de Gémozac, cantó de Pons, cantó de Saintes-Est, cantó de Saintes-Nord, cantó de Saintes-Oest, cantó de Saint-Porchaire, cantó de Saujon

- Districte de Saint-Jean-d'Angély (7 cantons - subprefectura: Saint-Jean-d'Angély) :
cantó d'Aulnay, cantó de Loulay, cantó de Matha, cantó de Saint-Hilaire-de-Villefranche, cantó de Saint-Jean-d'Angély, cantó de Saint-Savinien, cantó de Tonnay-Boutonne

### Deux-Sèvres
- Districte de Bressuire (7 cantons - subprefectura: Bressuire) :
cantó d'Argenton-les-Vallées, cantó de Bressuire, cantó de Cerizay, cantó de Mauléon, cantó de Saint-Varent, cantó de Thouars-1, cantó de Thouars-2

- Districte de Niort (18 cantons - prefectura: Niort) :
cantó de Beauvoir-sur-Niort, cantó de Brioux-sur-Boutonne, cantó de Celles-sur-Belle, cantó de Champdeniers-Saint-Denis, cantó de Chef-Boutonne, cantó de Coulonges-sur-l'Autize, cantó de Frontenay-Rohan-Rohan, cantó de Lezay, cantó de Mauzé-sur-le-Mignon, cantó de Melle, cantó de La Mothe-Saint-Héray, cantó de Niort-Est, cantó de Niort-Nord, cantó de Niort-Oest, cantó de Prahecq, cantó de Saint-Maixent-l'École-1, cantó de Saint-Maixent-l'École-2, cantó de Sauzé-Vaussais

- Districte de Parthenay (8 cantons - subprefectura: Parthenay) :
cantó d'Airvault, cantó de Mazières-en-Gâtine, cantó de Ménigoute, cantó de Moncoutant, cantó de Parthenay, cantó de Saint-Loup-Lamairé, cantó de Secondigny, cantó de Thénezay

### Viena
- Districte de Châtellerault (12 cantons - subprefectura: Châtellerault) :
cantó de Châtellerault-Nord, cantó de Châtellerault-Oest, cantó de Châtellerault-Sud, cantó de Dangé-Saint-Romain, cantó de Lencloître, cantó de Loudun, cantó de Moncontour (Viena), cantó de Monts-sur-Guesnes, cantó de Pleumartin, cantó de Saint-Gervais-les-Trois-Clochers, cantó de Les Trois-Moutiers, cantó de Vouneuil-sur-Vienne

- Districte de Montmorillon (11 cantons - subprefectura: Montmorillon) :
cantó d'Avalhas Lemosina, cantó de Charroux, cantó de Chauvigny, cantó de Civray, cantó de Couhé, cantó de Gençay, cantó de L'Isle-Jourdain (Viena), cantó de Lussac-les-Châteaux, cantó de Montmorillon, cantó de Saint-Savin (Viena), cantó de La Trimouille

- Districte de Poitiers (15 cantons - prefectura: Poitiers) :
cantó de Lusignan, cantó de Mirebeau, cantó de Neuville-de-Poitou, cantó de Poitiers-1, cantó de Poitiers-2, cantó de Poitiers-3, cantó de Poitiers-4, cantó de Poitiers-5, cantó de Poitiers-6, cantó de Poitiers-7, cantó de Saint-Georges-lès-Baillargeaux, cantó de Saint-Julien-l'Ars, cantó de La Villedieu-du-Clain, cantó de Vivonne, cantó de Vouillé

## Provença – Alps – Costa Blava

### Alps de l'Alta Provença
- Districte de Barceloneta de Provença (2 cantons), amb cap a la subprefectura de Barceloneta de Provença: 
cantó de Barceloneta de Provença, cantó de Lo Lauset

- Districte de Castelana (5 cantons), amb cap a la subprefectura de Castelana: 
cantó d'Alòs-Còumarç, cantó d'Anòt, cantó de Castelana, cantó d'Entrevaus, cantó de Sant Andrieu

- Districte de Dinha (10 cantons), amb cap a la prefectura de Dinha: 
cantó de Barrema, cantó de Dinha Est, cantó de Dinha Oest, cantó de La Jàvia, cantó de Lei Meas, cantó de Mesèu, cantó de Mostiers Santa Maria, cantó de Riés, cantó de Sanha, cantó de Valençòla

- Districte de Forcauquier (13 cantons), amb cap a la subprefectura de Forcauquier: 
cantó de Banon, cantó de Forcauquier, cantó de Manòsca Nord, cantó de Manòsca Sud-Est, cantó de Manòsca Sud-Oest, cantó de La Mota dau Caire, cantó de Noguièrs, cantó de Peirueis, cantó de Ralhana, cantó de Sant Estève deis Orgues, cantó de Sisteron, cantó de Turriás, cantó de Volona

### Alts Alps
- Districte de Briançon (7 cantons) amb cap a la subprefectura de Briançon: 
cantó d'Agulhas, cantó de L'Argentièra, cantó de Briançon Nord, cantó de Briançon Sud, cantó de La Grava, cantó de Guilhèstra, cantó de Lo Monastièr

- Districte de Gap (23 cantons) amb cap a la prefectura de Gap: 
cantó d'Aspres de Buèch, cantó de Barciloneta, cantó de La Bastia Nòva, cantó de Chorge, cantó d'Ambrun, Gap Campanha, Gap Centre, Gap Nord-Est, Gap Nord-Oest, Gap Sud-Est, Gap Sud-Oest, cantó de L'Aranha Montaiglin, cantó d'Orsiera, cantó d'Aurpèira, cantó de Ribiers, cantó de Rosan, cantó de Sant Bonet, cantó de Devoluí, cantó de Sant Fermin, cantó de Savina lo Lac, cantó de Sèrres, cantó de Talard, cantó de Vèina

### Alps Marítims
- Districte de Grassa (19 cantons) amb cap a la subprefectura de Grasse: 
cantó d'Antíbol-Biòt, cantó d'Antíbol Centre, cantó de Lo Bar de Lop, cantó de Canha de Mar Centre, cantó de Canha de Mar Oest, cantó de Canes Centre, cantó de Canes Est, cantó de Lo Canet, cantó de Carròs, cantó de Corsegolas, cantó de Grassa Nord, cantó de Grassa Sud, cantó de Mandaluec-Canes Oest, cantó de Mogins, cantó de Sant Auban, cantó de Sant Laurenç de Var-Canha de Mar Est, cantó de Sant Valier, cantó de Valàuria-Antíbol Oest, cantó de Vença

- Districte de Niça (33 cantons) amb cap a la prefectura de Niça: 
cantó de Bèusoleu, cantó de Brelh de Ròia, cantó de Còntes, cantó de L'Escarena, cantó de Guilherme, cantó de Lantosca, cantó de Levenç, cantó de Menton Est, cantó de Menton Oest, cantó de Niça-1, cantó de Niça-2, cantó de Niça-3, cantó de Niça-4, cantó de Niça-5, cantó de Niça-6, cantó de Niça-7, cantó de Niça-8, cantó de Niça-9, cantó de Niça-10, cantó de Niça-11, cantó de Niça-12, cantó de Niça-13, cantó de Niça-14, cantó de Lo Puget Tenier, cantó de Ròcabilhiera, cantó de Roquesteron, cantó de Sant Estève de Tinèa, cantó de Sant Martin de Vesúbia, cantó de Sant Salvaur de Tinèa, cantó de Sospèl, cantó de Tenda, cantó de Vilar de Var, cantó de Vilafranca de Mar

### Boques del Roine
- Districte d'Ais de Provença (10 cantons), cap a la subprefectura d'Ais de Provença: 
cantó d'Ais de Provença Centre, cantó d'Ais de Provença Nord-Est, cantó d'Ais de Provença Sud-Oest, cantó de Gardana, cantó de Lambesc, cantó de Peliçana, cantó de Lei Penas de Mirabèu, cantó de Peiròla de Provença, cantó de Selon de Provença, cantó de Tretz

- Districte d'Arle (9 cantons), cap a la subprefectura d'Arle: 
cantó d'Arle Est, cantó d'Arle Oest, cantó de Castèurainard, cantó d'Aiguiera, cantó d'Orgon, cantó de Pòrt Sant Loïs, cantó de Les Santes Maries de la Mar, cantó de Sant Romieg de Provença, cantó de Tarascó

- Districte d'Istre (8 cantons), cap a la subprefectura d'Istres: 
cantó de Bèrra de l'Estanh, cantó de Castelnòu-Còsta Blu, cantó d'Istre Nord, cantó d'Istre Sud, cantó de Marinhana, cantó de Lo Martegue Est, cantó de Lo Martegue Oest, cantó de Vitròla

- Districte de Marsella (30 cantons), cap a la prefectura de Marsella: 
cantó d'Alaug, cantó d'Aubanha Est, cantó d'Aubanha Oest, cantó de La Ciutat, cantó de Marsella La Bèla de Mai, cantó de Marsella Belsunce, cantó de Marsella La Blancarda, cantó de Marsella Lo Camàs, cantó de Marsella La Capeleta, cantó de Marsella Lei Cinc Avengudas, cantó de Marsella Lei Grands Carmes, cantó de Marsella Masargas, cantó de Marsella Montolivet, cantó de Marsella Nòstra Dama dau Mònt, cantó de Marsella Nòstra Dama Limit, cantó de Marsella Leis Olivas, cantó de Marsella La Poncha Roja, cantó de Marsella La Poma, cantó de Marsella La Ròsa, cantó de Marsella Sant Bartomieu, cantó de Marsella Santa Margalida, cantó de Marsella Sant Giniés, cantó de Marsella Sant Just, cantó de Marsella Sant Lambert, cantó de Marsella Sant Macèu, cantó de Marsella Sant Mauron, cantó de Marsella Lei Tres Lutz, cantó de Marsella Vauban, cantó de Marsella Verduron, cantó de Ròcavaira

### Var
- Districte de Brinhòla (9 cantons - subprefectura: Brinhòla) :
cantó d'Aups, cantó de Barjòus, cantó de Bessa d'Issòla, cantó de Brinhòla, cantó de Cotinhac, cantó de Rians, cantó de La Ròcabrussana, cantó de Sant Maissemin de la Santa Bauma, cantó de Tavernas

- Districte de Draguinhan (12 cantons - subprefectura: Draguinhan) :
cantó de Calàs, cantó de Comps d'Artubi, cantó de Draguinhan, cantó de Faiença, cantó de Frejús, cantó de Grimaud, cantó de Lòrgas, cantó de Lo Luc, cantó de Lo Muei, cantó de Sant Rafèu, cantó de Sant Tropetz, cantó de Salernas

- Districte de Toló (22 cantons - prefectura: Toló) :
cantó de Lo Baucet, cantó de Colobrieras, cantó de La Crau d'Ieras, cantó de Cuers, cantó de La Garda, cantó de Ieras Est, cantó de Ieras Oest, cantó d'Oliulas, cantó de Sant Mandrier de Mar, cantó de La Sanha, cantó de Sieis Forns lei Plaias, cantó de Soliers Pònt, cantó de Toló-1, cantó de Toló-2, cantó de Toló-3, cantó de Toló-4, cantó de Toló-5, cantó de Toló-6, cantó de Toló-7, cantó de Toló-8, cantó de Toló-9, cantó de La Valeta

### Valclusa
- Districte d'Ate (6 cantons), cap a la subprefectura d'Ate: 
cantó d'Ate, cantó de Bonius, cantó de Cadenet, cantó de Cavalhon, cantó de Gòrda, cantó de Pertús

- Districte d'Avinyó (10 cantons), cap a la prefectura d'Avinyó: 
cantó d'Avinyó Est, cantó d'Avinyó Nord, cantó d'Avinyó Oest, cantó d'Avinyó Sud, cantó de Bedarrida, cantó de Bolena, cantó de L'Illa de Sòrga, cantó d'Aurenja Est, cantó d'Aurenja Oest, cantó de Vauriàs

- Districte de Carpentràs (8 cantons), cap a la subprefectura de Carpentràs: 
cantó de Baumas de Venisa, cantó de Carpentràs Nord, cantó de Carpentràs Sud, cantó de Malaucena, cantó de Mormeiron, cantó de Pèrnas dei Fònts, cantó de Saut, cantó de Vaison

## Roine-Alps

### Ain
- Districte de Belley (9 cantons - subprefectura: Belley) :
cantó d'Ambérieu-en-Bugey, cantó de Belley, cantó de Champagne-en-Valromey, cantó d'Hauteville-Lompnès, cantó de Lagnieu, cantó de Lhuis, cantó de Saint-Rambert-en-Bugey, cantó de Seyssel, cantó de Virieu-le-Grand

- Districte de Bourg-en-Bresse (24 cantons - prefectura: Bourg-en-Bresse) :
cantó de Bâgé-le-Châtel, cantó de Bourg-en-Bresse-Est, cantó de Bourg-en-Bresse-Nord-Centre, cantó de Bourg-en-Bresse-Sud, cantó de Ceyzériat, cantó de Chalamont, cantó de Châtillon-sur-Chalaronne, cantó de Coligny, cantó de Meximieux, cantó de Miribel, cantó de Montluel, cantó de Montrevel-en-Bresse, cantó de Péronnas, cantó de Pont-d'Ain, cantó de Pont-de-Vaux, cantó de Pont-de-Veyle, cantó de Reyrieux, cantó de Saint-Trivier-de-Courtes, cantó de Saint-Trivier-sur-Moignans, cantó de Thoissey, cantó de Treffort-Cuisiat, cantó de Trévoux, cantó de Villars-les-Dombes, cantó de Viriat

- Districte de Gex (3 cantons - subprefectura: Gex) :
cantó de Collonges, cantó de Ferney-Voltaire, cantó de Gex

- Districte de Nantua (7 cantons - subprefectura: Nantua) :
cantó de Bellegarde-sur-Valserine, cantó de Brénod, cantó d'Izernore, cantó de Nantua, cantó d'Oyonnax-Nord, cantó d'Oyonnax-Sud, cantó de Poncin

### Ardecha
- Districte de L'Argentièira (14 cantons - subprefectura: L'Argentièira) :
cantó d'Entraigas (Ardecha), cantó d'Aubenàs, cantó de Burzet, cantó de Cocoron, cantó de Juèsa, cantó de L'Argentièira, cantó de Montpesat, cantó de Sant Estève de Ludarès, cantó de Tuèits, cantó de Vaugòrja, cantó de Valon, cantó de Los Vans- cantó de Vals, cantó de Vilanòva de Berg

- Districte de Privàs (7 cantons - prefectura: Privàs) :
cantó de Lo Borg Sant Andiòu, cantó de Chaumeirac, cantó de Privàs, cantó de Ròchamaura, cantó de Sant Pèire Viala, cantó de Vivièrs, cantó de La Vòuta (Ardecha)

- Districte de Tornon (12 cantons - subprefectura: Tornon) :
cantó d'Anonai Nord, cantó d'Anonai Sud, cantó de Lo Chailar, cantó de La Mastra, cantó de Sant Agreve, cantó de Sant Farciau, cantó de Sant Martin de Valamàs, cantó de Sant Pèire d'Ai, cantó de Satilhau, cantó de Serrières, cantó de Tornon, cantó de Vernons

### Droma
- Districte de Diá (9 cantons), amb cap a la subprefectura de Diá: 
cantó de Bordèus, cantó de Chapèla de Vercòrs, cantó de Chastilhon de Diés, cantó de Creis Nord, cantó de Creis Sud, cantó de Diá, cantó de Luc de Diés, cantó de La Mota de Chalancon, cantó de Salhans

- Districte de Niom (11 cantons), amb cap a la subprefectura de Niom: 
cantó de Lo Bois dei Baroniás, cantó de Dieulofet, cantó de Grinhan, cantó de Marçana, cantó de Montelaimar-1, cantó de Montelaimar-2, cantó de Niom, cantó de Pierlata, cantó de Remusat, cantó de Sent Paul de Tricastin, cantó de Sederon

- Districte de Valença (16 cantons) amb cap a la prefectura de Valença: 
cantó de Lo Borg dau Peatge, cantó de Lo Borg de Valença, cantó de Chabuelh, cantó de Le Grand-Serre, cantó de L'Auriòu de Droma, cantó de Pòrtas de Valença, cantó de Rumans d'Isèra-1, cantó de Rumans d'Isèra-2, cantó de Sant Donat, cantó de Sant Joan de Roians, cantó de Sant Valier (Droma), cantó de Tinh de l'Ermitatge, cantó de Valença-1, cantó de Valença-2, cantó de Valença-3, cantó de Valença-4

### Isèra
- Districte de Grenoble (39 cantons - prefectura: Grenoble) 
cantó d'Allevard, cantó de Bourg-d'Oisans, cantó de Clelles, cantó de Còrps, cantó de Domène, cantó d'Échirolles-Est, cantó d'Échirolles-Oest, cantó d'Eybens, cantó de Fontaine-Sassenage, cantó de Fontaine-Seyssinet, cantó de Goncelin, cantó de Grenoble-1, cantó de Grenoble-2, cantó de Grenoble-3, cantó de Grenoble-4, cantó de Grenoble-5, cantó de Grenoble-6, cantó de Mens, cantó de Meylan, cantó de Monastièr de Clarmont, cantó de La Mura, cantó de Pont-en-Royans, cantó de Rives, cantó de Roybon, cantó de Saint-Égrève, cantó de Saint-Étienne-de-Saint-Geoirs, cantó de Saint-Ismier, cantó de Saint-Laurent-du-Pont, cantó de Saint-Marcellin, cantó de Saint-Martin-d'Hères-Nord, cantó de Saint-Martin-d'Hères-Sud, cantó de Le Touvet, cantó de Tullins, cantó de Vaubonés, cantó de Vif, cantó de Villard-de-Lans, cantó de Vinay, cantó de Vizille, cantó de Voiron

- Districte de la Tour-du-Pin (11 cantons - subprefectura: La Tour-du-Pin) :
cantó de Bourgoin-Jallieu-Nord, cantó de Bourgoin-Jallieu-Sud, cantó de Crémieu, cantó de Le Grand-Lemps, cantó de l'Isle-d'Abeau, cantó de Morestel, cantó de Pont-de-Beauvoisin, cantó de Saint-Geoire-en-Valdaine, cantó de la Tour-du-Pin, cantó de La Verpillière, cantó de Virieu

- Districte de Vienne (8 cantons - subprefectura: Viena del Delfinat) :
cantó de Beaurepaire, cantó de la Côte-Saint-André, cantó de Heyrieux, cantó de Pont-de-Chéruy, cantó de Roussillon, cantó de Saint-Jean-de-Bournay, cantó de Vienne-Nord, cantó de Vienne-Sud

### Loira
- Districte de Montbrison (10 cantons - subprefectura: Montbrison) :
cantó de Boën, cantó de Chazelles-sur-Lyon, cantó de Feurs, cantó de Montbrison, cantó de Noirétable, cantó de Saint-Bonnet-le-Château, cantó de Saint-Galmier, cantó de Saint-Georges-en-Couzan, cantó de Saint-Jean-Soleymieux, cantó de Saint-Just-Saint-Rambert

- Districte de Roanne (11 cantons - subprefectura: Roanne) :
cantó de Belmont-de-la-Loire, cantó de Charlieu, cantó de Néronde, cantó de la Pacaudière, cantó de Perreux, cantó de Roanne-Nord, cantó de Roanne-Sud, cantó de Saint-Germain-Laval, cantó de Saint-Haon-le-Châtel, cantó de Saint-Just-en-Chevalet, cantó de Saint-Symphorien-de-Lay

- Districte de Saint-Étienne (19 cantons - prefectura: Saint-Étienne) :
cantó de Bourg-Argental, cantó de Le Chambon-Feugerolles, cantó de Firminy, cantó de La Grand-Croix, cantó de Pélussin, cantó de Rive-de-Gier, cantó de Saint-Chamond-Nord, cantó de Saint-Chamond-Sud, cantó de Saint-Étienne-Nord-Est-1, cantó de Saint-Étienne-Nord-Est-2, cantó de Saint-Étienne-Nord-Oest-1, cantó de Saint-Étienne-Nord-Oest-2, cantó de Saint-Étienne-Sud-Est-1, cantó de Saint-Étienne-Sud-Est-2, cantó de Saint-Étienne-Sud-Est-3, cantó de Saint-Étienne-Sud-Oest-1, cantó de Saint-Étienne-Sud-Oest-2, cantó de Saint-Genest-Malifaux, cantó de Saint-Héand

### Roine
- Districte de Lió (43 cantons) cap a la prefectura de Lió: 
cantó de l'Arbresle, cantó de Bron, cantó de Caluire-et-Cuire, cantó de Condrieu, cantó de Décines-Charpieu, cantó d'Écully, cantó de Givors, cantó d'Irigny, cantó de Limonest, cantó de Lió-I, cantó de Lió-II, cantó de Lió-III, cantó de Lió-IV, cantó de Lió-V, cantó de Lió-VI, cantó de Lió-VII, cantó de Lió-VIII, cantó de Lió-IX, cantó de Lió-X, cantó de Lió-XI, cantó de Lió-XII, cantó de Lió-XIII, cantó de Lió-XIV, cantó de Meyzieu, cantó de Mornant, cantó de Neuville-sur-Saône, cantó d'Oullins, cantó de Rillieux-la-Pape, cantó de Sainte-Foy-lès-Lyon, cantó de Saint-Fons, cantó de Saint-Genis-Laval, cantó de Saint-Laurent-de-Chamousset, cantó de Saint-Priest, cantó de Saint-Symphorien-d'Ozon, cantó de Saint-Symphorien-sur-Coise, cantó de Tassin-la-Demi-Lune, cantó de Vaugneray, cantó de Vaulx-en-Velin, cantó de Vénissieux-Nord, cantó de Vénissieux-Sud, cantó de Villeurbanne-Centre, cantó de Villeurbanne-Nord, cantó de Villeurbanne-Sud

- Districte de Villefranche-sur-Saône (11 cantons) cap a la subprefectura de Villefranche-sur-Saône: 
cantó d'Amplepuis, cantó d'Anse, cantó de Beaujeu, cantó de Belleville, cantó de Le Bois-d'Oingt, cantó de Gleizé, cantó de Lamure-sur-Azergues, cantó de Monsols, cantó de Tarare, cantó de Thizy-les-Bourgs, cantó de Villefranche-sur-Saône

### Savoia
- Districte d'Albertville (9 cantons), amb cap a la subprefectura d'Albertville: 
cantó d'Aime, cantó d'Albertville-Nord, cantó d'Albertville-Sud, cantó de Beaufort-sur-Doron, cantó de Bourg-Saint-Maurice, cantó de Bozel, cantó de Grésy-sur-Isère, cantó de Moûtiers, cantó d'Ugine

- Districte de Chambéry (22 cantons), amb cap a la prefectura de Chambéry: 
cantó d'Aix-les-Bains-Centre, cantó d'Aix-les-Bains-Nord-Grésy, cantó d'Aix-les-Bains-Sud, cantó d'Albens, cantó de Chambéry-Est, cantó de Chambéry-Nord, cantó de Chambéry-Sud, cantó de Chambéry-Sud-Oest, cantó de Chamoux-sur-Gelon, cantó de Le Châtelard, cantó de Cognin, cantó de Montmélian, cantó de La Motte-Servolex, cantó de La Ravoire, cantó de La Rochette, cantó de Saint-Alban-Leysse, cantó de Saint-Pierre-d'Albigny, cantó de Les Échelles, cantó de Le Pont-de-Beauvoisin, cantó de Ruffieux, cantó de Saint-Genix-sur-Guiers, cantó de Yenne

- Districte de Saint-Jean-de-Maurienne (6 cantons), amb cap a la subprefectura de Saint-Jean-de-Maurienne: 
cantó d'Aiguebelle, cantó de La Chambre, cantó de Lanslebourg-Mont-Cenis, cantó de Modane, cantó de Saint-Jean-de-Maurienne, cantó de Saint-Michel-de-Maurienne

### Alta Savoia
- Districte d'Annecy (10 cantons) amb cap a la prefectura d'Annecy: 
cantó d'Alby-sur-Chéran, cantó d'Annecy-Centre, cantó d'Annecy-Nord-Est, cantó d'Annecy-Nord-Ouest, cantó d'Annecy-le-Vieux, cantó de Faverges, cantó de Rumilly, cantó de Seynod, cantó de Thônes, cantó de Thorens-Glières

- Districte de Bonneville (10 cantons) amb cap a la subprefectura de Bônavela: 
cantó de Bonneville, cantó de Chamonix-Mont-Blanc, cantó de Cluses, cantó de La Roche-sur-Foron, cantó de Saint-Gervais-les-Bains, cantó de Saint-Jeoire, cantó de Sallanches, cantó de Samoëns, cantó de Scionzier, cantó de Taninges

- Districte de Saint-Julien-en-Genevois (7 cantons) amb cap a la subprefectura de Saint-Julien-en-Genevois: 
cantó d'Annemasse-Nord, cantó d'Annemasse-Sud, cantó de Cruseilles, cantó de Frangy, cantó de Reignier-Ésery, cantó de Saint-Julien-en-Genevois, cantó de Seyssel

- Districte de Thonon-les-Bains (7 cantons) amb cap a la subprefectura de Thonon-les-Bains: 
cantó d'Abondance, cantó de Le Biot, cantó de Boëge, cantó de Douvaine, cantó d'Évian-les-Bains, cantó de Thonon-les-Bains-Est, cantó de Thonon-les-Bains-Ouest

## Xampanya-Ardenes

### Ardenes
- Districte de Charleville-Mézières (17 cantons, amb cap a la prefectura de Charleville-Mézières) :
cantó de Flize, cantó de Fumay, cantó de Givet, cantó de Mézières-Centre-Oest, cantó de Mézières-Est, cantó de Monthermé, cantó de Nouzonville, cantó d'Omont, cantó de Renwez, cantó de Revin, cantó de Rocroi, cantó de Rumigny, cantó de Signy-l'Abbaye, cantó de Signy-le-Petit, cantó de Villers-Semeuse, cantó de Charleville-La Houillère

- Districte de Rethel (6 cantons, amb cap a la subprefectura de Rethel) :
cantó d'Asfeld, cantó de Château-Porcien, cantó de Chaumont-Porcien, cantó de Juniville, cantó de Novion-Porcien, cantó de Rethel

- Districte de Sedan (6 cantons, amb cap a la subprefectura de Sedan) :
cantó de Carignan, cantó de Mouzon, cantó de Raucourt-et-Flaba, cantó de Sedan-Est, cantó de Sedan-Nord, cantó de Sedan-Oest

- Districte de Vouziers (8 cantons, amb cap a la subprefectura de Vouziers) :
cantó d'Attigny- cantó de Buzancy, cantó de Le Chesne, cantó de Grandpré, cantó de Machault, cantó de Monthois, cantó de Tourteron, cantó de Vouziers

### Aube
- Districte de Bar-sur-Aube (5 cantons - subprefectura: Bar-sur-Aube) :
cantó de Bar-sur-Aube, cantó de Brienne-le-Château, cantó de Chavanges, cantó de Soulaines-Dhuys, cantó de Vendeuvre-sur-Barse

- Districte de Nogent-sur-Seine (6 cantons - subprefectura: Nogent-sur-Seine) :
cantó de Marcilly-le-Hayer, cantó de Méry-sur-Seine, cantó de Nogent-sur-Seine, cantó de Romilly-sur-Seine-1, cantó de Romilly-sur-Seine-2, cantó de Villenauxe-la-Grande

- Districte de Troyes (22 cantons - prefectura: Troyes) :
cantó d'Aix-en-Othe, cantó d'Arcis-sur-Aube, cantó de Bar-sur-Seine, cantó de Bouilly, cantó de Chaource, cantó de La Chapelle-Saint-Luc, cantó d'Ervy-le-Châtel, cantó d'Essoyes, cantó d'Estissac, cantó de Lusigny-sur-Barse, cantó de Mussy-sur-Seine, cantó de Piney, cantó de Ramerupt, cantó de Les Riceys, cantó de Sainte-Savine, cantó de Troyes-1, cantó de Troyes-2, cantó de Troyes-3, cantó de Troyes-4, cantó de Troyes-5, cantó de Troyes-6, cantó de Troyes-7

### Marne
- Districte de Châlons-en-Champagne (8 cantons - prefectura: Châlons-en-Champagne) :
cantó de Châlons-en-Champagne-1, cantó de Châlons-en-Champagne-2, cantó de Châlons-en-Champagne-3, cantó de Châlons-en-Champagne-4, cantó d'Écury-sur-Coole, cantó de Marson, cantó de Suippes, cantó de Vertus

- Districte d'Épernay (11 cantons - subprefectura: Épernay) :
cantó d'Anglure, cantó d'Avize, cantó d'Ay, cantó de Dormans, cantó d'Épernay-1, cantó d'Épernay-2, cantó d'Esternay, cantó de Fère-Champenoise, cantó de Montmirail (Marne), cantó de Montmort-Lucy, cantó de Sézanne

- Districte de Reims (16 cantons - subprefectura: Reims) :
cantó de Beine-Nauroy, cantó de Bourgogne, cantó de Châtillon-sur-Marne, cantó de Fismes, cantó de Reims-1, cantó de Reims-2, cantó de Reims-3, cantó de Reims-4, cantó de Reims-5, cantó de Reims-6, cantó de Reims-7, cantó de Reims-8, cantó de Reims-9, cantó de Reims-10, cantó de Verzy, cantó de Ville-en-Tardenois

- Districte de Sainte-Menehould (3 cantons - subprefectura: Sainte-Menehould) :
cantó de Givry-en-Argonne, cantó de Sainte-Menehould, cantó de Ville-sur-Tourbe

- Districte de Vitry-le-François (6 cantons - subprefectura : Vitry-le-François) :
cantó d'Heiltz-le-Maurupt, cantó de Saint-Remy-en-Bouzemont-Saint-Genest-et-Isson, cantó de Sompuis, cantó de Thiéblemont-Farémont, cantó de Vitry-le-François-Est, cantó de Vitry-le-François-Oest

### Alt Marne
- Districte de Chaumont (11 cantons - prefectura: Chaumont) :
cantó d'Andelot-Blancheville, cantó d'Arc-en-Barrois, cantó de Bourmont, cantó de Châteauvillain, cantó de Chaumont-Nord, cantó de Chaumont-Sud, cantó de Clefmont, cantó de Juzennecourt, cantó de Nogent, cantó de Saint-Blin, cantó de Vignory

- Districte de Langres (10 cantons - subprefectura: Langres) :
cantó d'Auberive, cantó de Bourbonne-les-Bains, cantó de Fayl-Billot, cantó de Laferté-sur-Amance, cantó de Langres, cantó de Longeau-Percey, cantó de Neuilly-l'Évêque, cantó de Prauthoy, cantó de Varennes-sur-Amance, cantó de Val-de-Meuse

- Districte de Saint-Dizier (11 cantons - subprefectura: Saint-Dizier) :
cantó de Chevillon, cantó de Doulaincourt-Saucourt, cantó de Doulevant-le-Château, cantó de Joinville, cantó de Montier-en-Der, cantó de Poissons, cantó de Saint-Dizier-Centre, cantó de Saint-Dizier-Nord-Est, cantó de Saint-Dizier-Oest (amb cap a: Éclaron-Braucourt-Sainte-Livière) - cantó de Saint-Dizier-Sud-Est, cantó de Wassy

## Departaments i regions d'ultramar

### Guadalupe
Basse-TerreCantó de Baie-Mahault, limitat a una comuna Baie-Mahault; Cantó de Basse-Terre-1, limitat a una comuna part de Basse-Terre; Cantó de Basse-Terre-2, limitat a una comuna part de Basse-Terre; Cantó de Bouillante, limitat a una comuna (Bouillante); Cantó de Capesterre-Belle-Eau-1, limitat a part de la comuna de Capesterre-Belle-Eau; Cantó de Capesterre-Belle-Eau-2, limitat a part de la comuna de Capesterre-Belle-Eau
- Cantó de Gourbeyre, limitat a una comuna Gourbeyre
- Cantó de Goyave, que agrupa 2 comunes :
  - Goyave
  - Part de Petit-Bourg
- Cantó de Petit-Bourg, limitat a una comuna :
  - Part de Petit-Bourg
- Cantó de Lamentin, limitat a una comuna :
  - Lamentin
- Cantó de Pointe-Noire, limitat a una comuna :
  - Pointe-Noire
- Cantó de Saint-Claude, limitat a una comuna :
  - Saint-Claude
- Cantó de Sainte-Rose-1, limitat a una comuna :
  - Part de Sainte-Rose
- Cantó de Sainte-Rose-2, que agrupa 2 comunes :
  - Part de Sainte-Rose
  - Deshaies
- Cantó des Saintes, que agrupa 2 comunes :
  - Terre-de-Bas
  - Terre-de-Haut
- Cantó de Trois-Rivières, que agrupa 2 comunes :
  - Trois-Rivières
  - Vieux-Fort
- Cantó de Vieux-Habitants, que agrupa 2 comunes :
  - Vieux-Habitants
  - Baillif

Pointe-à-Pitre
- Cantó de Les Abymes-1, limitat a una comuna :
  - Part des Abymes
- Cantó de Les Abymes-2, limitat a una comuna :
  - Part de Les Abymes
- Cantó de Les Abymes-3, limitat a una comuna :
  - Part de Les Abymes
- Cantó de Les Abymes-4, limitat a una comuna :
  - Part de Les Abymes
- Cantó de Les Abymes-5, limitat a una comuna :
  - Part de Les Abymes
- Cantó d'Anse-Bertrand, que agrupa 2 comunes :
  - Anse-Bertrand
  - Port-Louis
- Cantó de Capesterre-de-Marie-Galante, limitat a una comuna :
  - Capesterre-de-Marie-Galante
- Cantó de la Désirade, limitat a una comuna :
  - La Désirade
- Cantó de Grand-Bourg, limitat a una comuna :
  - Grand-Bourg
- Cantó de Le Gosier-1, limitat a una comuna :
  - Part du Gosier
- Cantó de Le Gosier-2, limitat a una comuna :
  - Part du Le Gosier
- Cantó de Morne-à-l'Eau-1, limitat a una comuna :
  - Part de Morne-à-l'Eau
- Cantó de Morne-à-l'Eau-2, limitat a una comuna :
  - Part de Morne-à-l'Eau
- Cantó de Le Moule-1, limitat a una comuna :
  - Part de Le Moule
- Cantó de Le Moule-2, limitat a una comuna :
  - Part de Le Moule
- Cantó de Petit-Canal, limitat a una comuna :
  - Petit-Canal
- Cantó de Pointe-à-Pitre-1, limitat a una comuna :
  - Part de Pointe-à-Pitre
- Cantó de Pointe-à-Pitre-2, limitat a una comuna :
  - Part de Pointe-à-Pitre
- Cantó de Pointe-à-Pitre-3, limitat a una comuna :
  - Part de Pointe-à-Pitre
- Cantó de Saint-Louis
  - Saint-Louis
- Cantó de Saint-François, limitat a una comuna :
  - Saint-François
- Cantó de Sainte-Anne-1, limitat a una comuna :
  - Part de Sainte-Anne
- Cantó de Sainte-Anne-2, limitat a una comuna :
  - Part de Sainte-Anne

#### Antics cantons, separats de Guadalupe
- Saint-Martin: Cantó de Saint-Martin-1
- Altres cantons: Cantó de Saint-Barthélemy

### Martinica
- districte de Fort-de-France (16 cantons - sots prefectura : Fort-de-France) :
Fort-de-France-1, Fort-de-France-2, Fort-de-France-3, Fort-de-France-4, Fort-de-France-5, Fort-de-France-6, Fort-de-France-7, Fort-de-France-8, Fort-de-France-9, Fort-de-France-10, Le Lamentin-1-Sud-Bourg, Le Lamentin-2-Nord, Le Lamentin-3-Est, Saint-Joseph, Schœlcher-1, Schœlcher-2

- districte de Le Marin (13 cantons - sots prefectura : Le Marin) :
Les Anses-d'Arlet, Le Diamant, Ducos, Le François-1-Nord, Le François-2-Sud, Le Marin, Rivière-Pilote, Rivière-Salée, Sainte-Anne, Sainte-Luce, Saint-Esprit, Les Trois-Îlets, Le Vauclin

- districte de Saint-Pierre (5 cantons - sots prefectura : Saint-Pierre) :
Le Carbet, Case-Pilote-Bellefontaine, Le Morne-Rouge, Le Prêcheur, Saint-Pierre

- districte de La Trinité (11 cantons - sots prefectura : La Trinité) :
L'Ajoupa-Bouillon, Basse-Pointe, Le Gros-Morne, Le Lorrain, Macouba, Marigot, Le Robert-1-Sud, Le Robert-2-Nord, Sainte-Marie-1-Nord, Sainte-Marie-2-Sud, La Trinité

### Guaiana
- Districte de Caiena (16 cantons) :
  - Cantó d'Approuague-Kaw -
  - Cantó de Caiena-Nord-Oest
  - Cantó de Caiena-Nord-Est
  - Cantó de Caiena-Sud-Oest
  - Cantó de Caiena-Centre
  - Cantó de Caiena-Sud
  - Cantó de Caiena-Sud-Est
  - Cantó d'Iracoubo
  - Cantó de Kourou
  - Cantó de Macouria
  - Cantó de Matoury
  - Cantó de Montsinéry-Tonnegrande
  - Cantó de Rémire-Montjoly
  - Cantó de Roura
  - Cantó de Saint-Georges-de-l'Oyapock
  - Cantó de Sinnamary

- Districte de Saint-Laurent-du-Maroni (3 Cantons) :
  - Cantó de Mana
  - Cantó de Maripasoula
  - Cantó de Saint-Laurent-du-Maroni

### La Reunió
- Districte de Saint-Benoît (9 cantons - subprefectura: Saint-Benoît) :
Cantó de Bras-Panon, Cantó de La Plaine-des-Palmistes, Cantó de Saint-André-1, Cantó de Saint-André-2, Cantó de Saint-André-3, Cantó de Saint-Benoît-1, Cantó de Saint-Benoît-2, Cantó de Sainte-Rose, Cantó de Salazie

- Districte de Saint-Denis (Reunió) (11 cantons - prefectura : Saint-Denis) :
Cantó de Saint-Denis-1, Cantó de Saint-Denis-2, Cantó de Saint-Denis-3, Cantó de Saint-Denis-4, Cantó de Saint-Denis-5, Cantó de Saint-Denis-6, Cantó de Saint-Denis-7, Cantó de Saint-Denis-8, Cantó de Saint-Denis-9, Cantó de Sainte-Marie, Cantó de Sainte-Suzanne

- Districte de Saint-Paul (11 cantons - subprefectura: Saint-Paul) :
Cantó de Le Port-1, Cantó de Le Port-2, Cantó de La Possession, Cantó de Saint-Leu-1, Cantó de Saint-Leu-2, Cantó de Saint-Paul-1, Cantó de Saint-Paul-2, Cantó de Saint-Paul-3, Cantó de Saint-Paul-4, Cantó de Saint-Paul-5, Cantó de Trois-Bassins

- Districte de Saint-Pierre (Reunió) (18 cantons - subprefectura: Saint-Pierre) :
Cantó de Les Avirons, Cantó d'Entre-Deux, Cantó de L'Étang-Salé, Cantó de Petite-Île, Cantó de Saint-Joseph-1, Cantó de Saint-Joseph-2, Cantó de Saint-Louis-1, Cantó de Saint-Louis-2, Cantó de Saint-Louis-3, Cantó de Saint-Philippe, Cantó de Saint-Pierre-1, Cantó de Saint-Pierre-2, Cantó de Saint-Pierre-3, Cantó de Saint-Pierre-4, Cantó de Le Tampon-1, Cantó de Le Tampon-2, Cantó de Le Tampon-3, Cantó de Le Tampon-4

### Mayotte
| Nom                    | Codi INSEE | Comuna        |
| ---------------------- | ---------- | ------------- |
| Cantó d'Acoua          | 97601      | Acoua         |
| Cantó de Bandraboua    | 97602      | Bandraboua    |
| Cantó de Bandrélé      | 97603      | Bandrélé      |
| Cantó de Bouéni        | 97604      | Bouéni        |
| Cantó de Chiconi       | 97605      | Chiconi       |
| Cantó de Chirongui     | 97606      | Chirongui     |
| Cantó de Dembéni       | 97607      | Dembéni       |
| Cantó de Dzaoudzi      | 97608      | Dzaoudzi      |
| Cantó de Kani-Kéli     | 97609      | Kani-Kéli     |
| Cantó de Koungou       | 97610      | Koungou       |
| Cantó de Mamoudzou-1   | 97611      | Mamoudzou     |
| Cantó de Mamoudzou-2   | 97612      | Mamoudzou     |
| Cantó de Mamoudzou-3   | 97613      | Mamoudzou     |
| Cantó de Mtsamboro     | 97614      | Mtsamboro     |
| Cantó de M'tsangamouji | 97615      | M'tsangamouji |
| Cantó d'Ouangani       | 97616      | Ouangani      |
| Cantó de Pamandzi      | 97617      | Pamandzi      |
| Cantó de Sada          | 97618      | Sada          |
| Cantó de Tsingoni      | 97619      | Tsingoni      |